# The Legend of Zelda: The Wind Waker
The Legend of Zelda: The Wind Waker, conocido en Japón como Zelda no Densetsu: Kaze no Takuto (ゼルダの伝説 風のタクト Zeruda no Densetsu Kaze no Takuto?, lit. «La Leyenda de Zelda: La Batuta de los Vientos»), es un videojuego de acción-aventura de 2002 desarrollado por la filial EAD y distribuido por Nintendo para la videoconsola Nintendo GameCube. Es el décimo lanzamiento de la franquicia The Legend of Zelda y la precuela directa de The Legend of Zelda: Phantom Hourglass, de Nintendo DS.
Tras el debut de los sistemas Dreamcast y PlayStation 2, de Sega y Sony respectivamente, Nintendo anunció en 1999 el desarrollo de una nueva consola: la Nintendo GameCube. Para dar muestra de la nueva interactividad de dicho sistema, se realizó una serie de demostraciones de software en el evento Space World 2000, y en una de las muestras se exhibió un enfrentamiento entre Ganondorf y Link. Muchos seguidores de Zelda sospecharon que esta formaba parte de un nuevo juego que Nintendo estaba desarrollando en ese instante, sin embargo, la compañía rechazó los rumores; en 2001 se dio a conocer The Wind Waker de forma oficial a la audiencia, aunque su debut causó controversia debido al diseño caricaturesco de sus gráficos, en comparación a las anteriores entregas de la serie.
La historia del juego se desarrolla, por primera vez en la serie, en un archipiélago de un vasto océano, cien años después de los acontecimientos relatados en The Legend of Zelda: Ocarina of Time; el jugador controla a Link, quien lucha contra el malvado Ganondorf por el control de una reliquia sagrada conocida como la Trifuerza. En la mayor parte del juego, el personaje navega por el mar, viaja entre islas y atraviesa mazmorras y templos para obtener el poder necesario con el que enfrentar a Ganondorf. Su aventura comienza una vez que su pequeña hermana es secuestrada por un enorme pájaro que arriba a la isla donde el héroe habita; más tarde, Link descubre que el ave es manipulada por Ganondorf.
The Wind Waker preserva varios aspectos de Ocarina of Time y la secuela de este, Majora's Mask, al mantener la interactividad y el sistema de control básicos del par de títulos de Nintendo 64. Además, se da un profundo énfasis en la manipulación del viento con ayuda de una batuta conocida como «Batuta de los Vientos» (en inglés: Wind Waker), que ayuda a la navegación en el mar y a la flotación en el aire. Tras su estreno, The Wind Waker fue aclamado por la crítica y se lo considera como uno de los juegos más populares de la consola GameCube. A pesar de ello, en una entrevista hecha a Eiji Aonuma en 2007, este indicó que «las bajas ventas del juego en Japón, casi provocaban que The Wind Waker fuese el título que concluiría definitivamente la serie The Legend of Zelda». En 2013 se lanzó una adaptación de Wind Waker para la consola Wii U.

## Sinopsis
The Wind Waker, ocurre cientos de años después de la derrota de Ganon en Ocarina of Time, y se sitúa en un vasto océano repleto de islas. La historia comienza cuando Link, un joven que vive con su abuela y su pequeña hermana Abril en la isla Initia (una de las pocas que se encuentran habitadas en el Gran Mar), cumple la edad del «héroe legendario». Según la gente que vive en el Gran Mar, hay una leyenda acerca de un reino próspero con un poder dorado oculto que fue robado por Ganon para expandir la oscuridad en esas tierras. Un día, un chico vestido con ropas verdes derrotó a Ganon con ayuda de su Espada Maestra. Tras esto, el joven pasó a conocerse como el «Héroe del Tiempo» y su hazaña se volvió una leyenda. Sin embargo, un día, la oscuridad volvió a emerger y el héroe ya no regresó; los habitantes del Gran Mar desconocen qué ocurrió después en ese reino —aunque ciertamente esta leyenda es en sí la trama del juego Ocarina of Time—. Desde entonces, cuando los jóvenes de la isla Initia cumplen la misma edad que el héroe de la leyenda, son vestidos con ropas verdes para emular así al Héroe del Tiempo; con esto, los más adultos esperan inculcar en los niños la valentía que ha caracterizado al héroe legendario.
Cuando el juego comienza, es el cumpleaños de Link y, por lo tanto, este recibe sus atuendos de color verde. El regalo de Abril para su hermano consiste en darle permiso de usar su telescopio; coincidentemente, cuando Link mira a través de él, observa a lo lejos a una gran ave que lleva en sus garras a una niña con destino a un bosque cercano. Una vez que encuentra una espada, el joven procede a investigar el misterioso incidente. Al final, logra rescatar a la niña pero, en ese mismo momento, Abril es secuestrada por esa misma ave. La chica que Link ha rescatado en el bosque se llama Tetra, y es la capitana de un barco pirata. A manera de agradecimiento por rescatarla, Tetra se ofrece a ayudarlo a encontrar a su hermana, por lo que ambos parten en su barco rumbo a la isla del Diablo, donde hay varias niñas secuestradas, además de Abril. Tras un fallido intento de rescate, Link es echado del lugar y, poco después, se encuentra con un bote parlante llamado Mascarón Rojo, el cual lo rescata y le dice que Ganon, el mal de la leyenda, es quien controla esa isla. Según el Mascarón Rojo, Ganon ha vuelto de su aprisionamiento previo para volver a asumir sus oscuros anhelos de dominio sobre el reino de Hyrule, y para evitar ser derrotado nuevamente por Link, procedió a asesinar a los sacerdotes de la Tierra (Lartis) y del Viento (Frido) para así desactivar el poder de la espada para repeler el mal.
Mascarón Rojo le da a Link la Batuta de los Vientos, una batuta capaz de controlar el viento y moverlo en todas las direcciones, pidiéndole también que navegue el Gran Mar para buscar los Orbes de las diosas. Una vez que Link recupera los Orbes y los lleva a las tres islas triángulares, emerge del océano la Torre de los Dioses. Tras vencer al jefe Gohdan en la torre para así demostrar su valentía, Link viaja a través de un «anillo de luz» que lo transporta directamente al castillo de Hyrule, el cual está congelado en el tiempo y repleto de monstruos en su interior. El joven desciende por unas escaleras ocultas y encuentra la Espada Maestra, arma divina utilizada por el Héroe del Tiempo para derrotar a Ganondorf. Sin embargo, cuando retira la espada de su pedestal, el castillo vuelve a la normalidad al igual que todas las hostiles criaturas en su interior. Antes de regresar a la superficie, Link debe vencer a todos los enemigos que merodean en el castillo.
Ya con la Espada Maestra en su poder, Link regresa una vez más a la isla del Diablo y se encuentra ahí con Tetra y su bando de piratas. Tras esto, libera a Abril y los demás jóvenes secuestrados, y mata a Kranos, el ave que había capturado a su hermana y que era controlada por Ganondorf. Este último le dice a Link que al haber liberado la Espada Maestra, el sello que lo mantenía encerrado a él se ha roto completamente, con lo que sus poderes malignos se han restaurado en su totalidad. Aunado a ello, está el hecho de que la propia espada ha perdido su poder para repeler al mal. Cuando Ganondorf toma a Tetra del cuello y mira su collar, se percata de que ésta es poseedora del fragmento de la Trifuerza de la Sabiduría. En el instante en que este le llama Princesa Zelda, dos Orni (también conocidos como Rito en inglés), a los que Link había ayudado durante su búsqueda de los Orbes, rescatan a Tetra y al joven y, para evitar ser perseguidos por Ganondorf, el dragón Valú (deidad del Cielo) enciende en llamas el lugar entero.

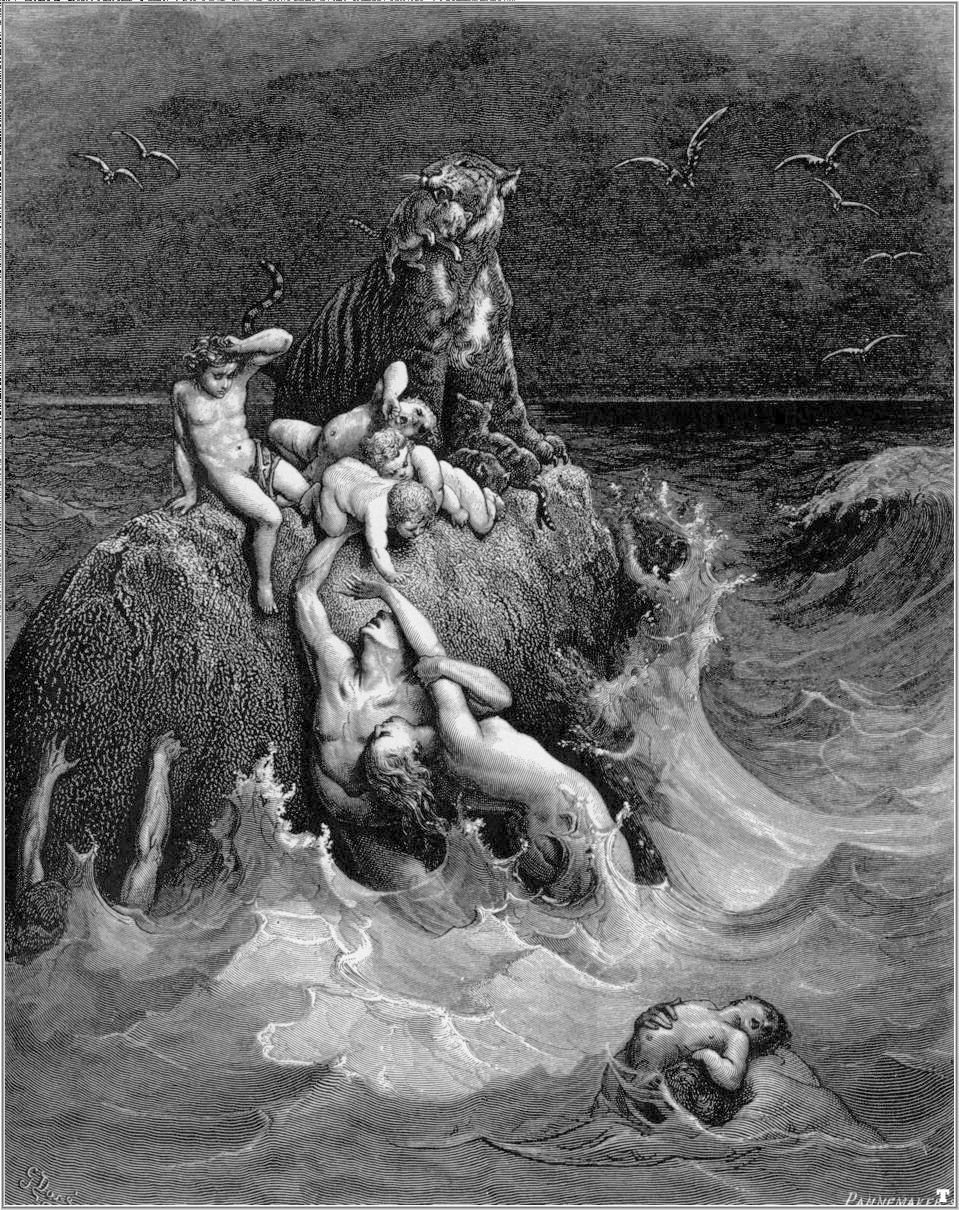
Las diosas de Hyrule, al no encontrar solución al desastre que Ganondorf causaba, decidieron encerralo y con ello causar un diluvio, el cual sepultaría casi la totalidad del reino, sin embargo, éstas advirtieron que los únicos lugares habitables eran las cimas de las montañas, las cuales se tranformaron en pequeñas islas esparcidas entre el Gran Mar. En la imagen, El Diluvio, una pintura de Gustave Doré.

Link y Tetra navegan de vuelta al castillo y descienden nuevamente por las escaleras, encontrándose esta vez con Daphnes Nohansen Hyrule, quien revela ser el rey de Hyrule y la voz del Mascarón Rojo. Asimismo, les da a conocer que los rezos de la gente en la leyenda, al no aparecer el Héroe del Tiempo, habían sido efectivamente escuchados por las diosas, quienes a manera de solución ante la ausencia del Héroe del Tiempo, habían apresado a Ganondorf y a Hyrule en su integridad al inundar el reino con un diluvio. A los habitantes de ese lugar les ordenaron que se refugiaran en las cimas de las montañas, mismas que ahora son las islas que se aprecian en el Gran Mar, por lo que son la única evidencia de ese legendario reino. Dicho lo anterior, el rey combina una pieza de la Trifuerza de la Sabiduría con el fragmento que se localiza en el collar de Tetra, lo cual provoca que la pirata adopte la apariencia física de la Princesa Zelda, la cual es su verdadera identidad. Al mismo tiempo, el rey descubre que la causa de que la Espada Maestra ya no posea su poder original era el asesinato de los sacerdotes de la Tierra y el Viento. Debido a esto, Link toca la melodía del Dios de la Tierra a Medli, y la Aria del Dios del Viento a Makore, con lo que les hace saber que ellos son los nuevos Sacerdotes de la Tierra y el Viento, en sustitución de Lartis y Frido, los anteriores Sacerdotes asesinados por Ganon. Solo con los rezos de Medli y Makore es que se logra finalmente restablecer el poder íntegro de la Espada Maestra.
A continuación, Link se involucra en varias misiones distintas para encontrar y descifrar las ocho cartas de navegación de la Trifuerza (conocidas en conjunto como «Mapa de la Trifuerza»), las cuales marcan las ubicaciones de cada una de las piezas ocultas de la Trifuerza del Valor. Una vez que este logra encontrarlas todas en el Gran Mar, es restaurado el fragmento mencionado de la Trifuerza y se revela en ese mismo instante que Link es el Héroe de los vientos, al ser el poseedor de la Trifuerza del Valor.
Ahora con la Trifuerza del Valor en su dominio, y la Espada Maestra restaurada, Link regresa una vez más al castillo de Hyrule, donde Zelda desaparece en cuanto el joven llega. Con tal de rescatarla, el Héroe de los vientos cruza una barrera que impedía el paso más allá del castillo, con lo que es capaz de acceder a la Torre de Ganon, donde el villano aparece y da a conocer que Link es el nuevo Héroe del Tiempo y, por ello, su destino es juntar nuevamente los tres fragmentos de la Trifuerza como ocurriera en aquellos tiempos del héroe original. Tras esto, las tres piezas que conforman a la Trifuerza son extraídas de Ganondorf (Poder), Link (Valor) y Zelda (Sabiduría); la leyenda dice que quien tocara la Trifuerza íntegra vería todos sus deseos cumplidos, así que Ganondorf desea hacerse de su poder para regresar a Hyrule a la superficie de nuevo, obsesionado con ejercer el dominio completo sobre el reino. Sin embargo, antes de que toque la Trifuerza, el rey Daphnes aparece de forma repentina y toca el objeto sagrado. Tras esto, le pide a las diosas que rescaten a Link y a Zelda y que, al mismo tiempo, Ganondorf desaparezca junto con Hyrule en las profundidades del mar. La Trifuerza entonces se divide y las corrientes de agua se llevan consigo todo lo que hay alrededor de la torre.
Al percatarse de que el rey lo ha dejado con vida, Ganondorf comienza un enfrentamiento con Link. Zelda ayuda a este último al utilizar el Arco del Héroe y atacar al villano con Flechas de Luz. Cuando Ganondorf queda aturdido, el joven héroe clava su espada en la frente del malvado, y ocasiona que este se convierta en piedra. Al finalizar entonces la batalla final, Link y Zelda flotan hacia la superficie dentro de una burbuja, desde la cual observan a Ganondorf y el rey desaparecer debajo del agua junto con el reino sumergido de Hyrule. Zelda nuevamente adopta su forma de Tetra, y navega a bordo de su barco pirata mientras que Link lo hace a bordo del ahora inanimado Mascarón Rojo, en búsqueda de una nueva tierra con el viento como su única guía. The Wind Waker es seguido por The Legend of Zelda: Phantom Hourglass.

### Personajes

#### Protagonistas
- Abril (アリル Ariru?): es la hermana pequeña de Link. Junto con él, ha vivido toda su vida en Initia bajo el cuidado de su abuela y posee una afición por las gaviotas. En el cumpleaños de Link, le presta a este su catalejo a modo de regalo. Poco después, es secuestrada por Kranos, una enorme ave que la lleva a la isla del Diablo, que sirve como guarida de Ganondorf, con lo que inicia la aventura de The Wind Waker.
- Ganondorf (ガノンドロフ?): al igual que en la mayoría de los juegos de Zelda, es el principal villano de The Wind Waker. Al controlar a Kranos, cuyo fin es raptar a cualquier niña con orejas puntiagudas, Ganon busca encontrar a los poseedores de los fragmentos restantes de la legendaria Trifuerza, con la que pretende devolver al ahora reino sumergido de Hyrule a la superficie y convertirse en su gobernante supremo.
- Link (リンク Rinku?): es un joven que habita en la isla Initia y que, al cumplir su mayoría de edad, recibe sus atuendos verdes similares a los del Héroe del Tiempo de la leyenda. Tras el secuestro de su hermana Aryll, emprende una larga búsqueda en todo el Gran Mar, hasta finalmente convertirse en el Héroe de los Vientos, y portador de la Trifuerza del Valor, la Espada Maestra y la Batuta de los Vientos, con la cual puede dominar el aire a su criterio. Casi al final de The Wind Waker, Ganondorf le revela que él es el nuevo Héroe del Tiempo.
- Mascarón Rojo/Rey Daphnes Nohansen Hyrule (赤獅子の王 Aka Shishi no Ou?): es el bote parlante que usa Link durante toda su aventura para atravesar el Gran Mar. En realidad, su voz es proporcionada por el rey Daphnes Nohansen Hyrule, último gobernante de Hyrule previo a su inundación por las diosas.Princesa ZeldaTetra[15]
- Tetra/Princesa Zelda (テトラ Tetora?): es una capitana pirata rubia. Poco antes del secuestro de Abril, Link la rescata en el Bosque de las Hadas, donde Kranos la abandonó. Al principio, se muestra fría y poco interesada en los demás, sin embargo luego adopta un perfil más simpático y cooperativo. Para agradecerle por su rescate, Tetra decide acompañar a Link a la isla del Diablo —donde la siniestra ave retiene secuestrados a Abril junto con otros habitantes del Gran Mar— a bordo de su barco y acompañados de su tripulación pirata. Poco después, se revela que Tetra es en realidad la Princesa Zelda, descendiente de la Familia Real de Hyrule y descendiente de Daphnes Nohannsen Hyrule y poseedora de la Trifuerza de la Sabiduría.

#### Sacerdotes
- Frido (フォド?): pertenecía a la raza Kokiri y era el Sacerdote del Viento hasta que Ganondorf, una vez liberado de su encierro, lo asesinó al invadir el Templo del Viento. Fue reemplazado por Makore.
- Lartis (ラルト Raruto?): pertenecía a la raza Zora y era la Sacerdote de la Tierra. Fue asesinada por Ganondorf, al igual que Frido, siendo sustituida por Medli.
- Makore (マコレ Makore?): habita en la isla del Bosque y es el Sacerdote del Viento, siendo el sucesor de Frido.
- Medli (メドリ Medori?): es una miembro de la tribu Orni y habita en la isla del Dragón. Sustituyó a Lartis como nueva sacerdotisa de la Tierra.

#### Deidades
- Cyclos (ライチン Raichin?): es el Dios del Viento junto con su hermano mayor Céfiro. Tras la destrucción de su monumento, ha adoptado una personalidad despiadada y es el responsable de la formación de los ciclones en el Gran Mar.
- Yabú (ジャブー Jabū?): es un pez gigante que solía habitar en las islas Pez Volador, hasta la llegada de Ganon, cuando se ocultó en una caverna en la isla Initia. Es el Espíritu del Agua.
- Valú (ヴァルー Varū?): es el Espíritu del Cielo y posee la forma de un dragón que habita en la isla del Dragón, donde su fin es proteger a los miembros de la raza Orni. Cabe señalarse que se comunica por medio del antiguo idioma hyliano, propio de los habitantes del legendario reino de Hyrule.
- Venerable Árbol Deku (デクの樹 Deku no Ki?): es el guardián de la isla del Bosque y protector de los Kolog. Este inmenso árbol surgió del brote del Árbol Deku que aparece tras completar el Templo del Bosque en Ocarina of Time, por lo que conoce la historia del Héroe del Tiempo y habla hyliano antiguo.
- Céfiro (フーチン Hūchin?): es el Dios del Viento que habita en la isla del Dragón, desde la cual ha pasado mucho tiempo esperando por la llegada del Héroe de los vientos (Link). Céfiro posee una personalidad amable, a diferencia de su hermano Cyclos.

#### Otros

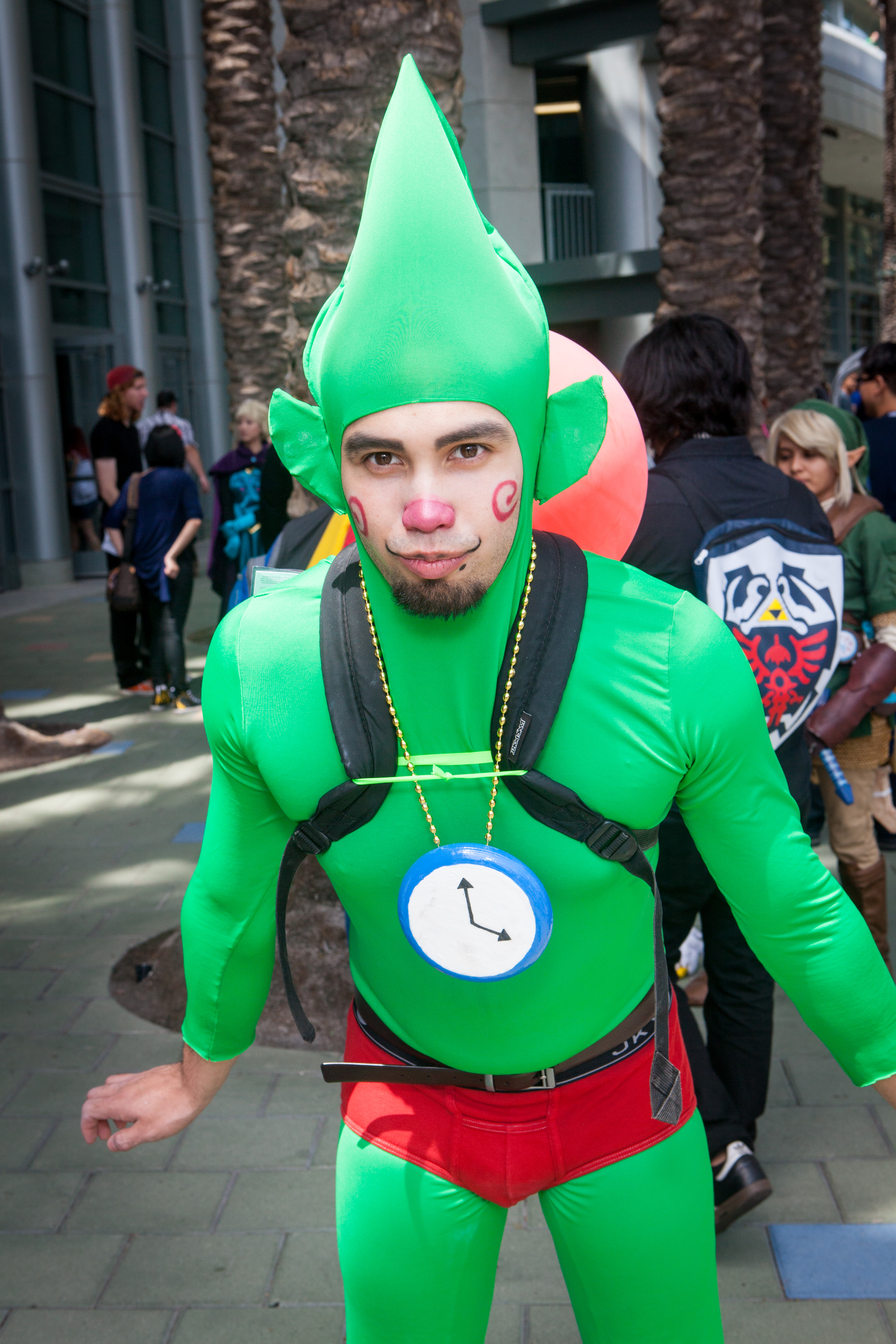
Cosplayer de Tingle

- Abuela (おばあちゃん?): como su nombre lo indica, es la abuela de Link y Abril, y habita con ellos en la isla Initia. Una vez que Link cumple su mayoría de edad, le regala a su nieto las ropas verdes típicas del Héroe del Tiempo, como lo dicta la costumbre del lugar. Tras el secuestro de Abril, Link regresa a su hogar y ella le da un escudo para que le sirva de protección en su búsqueda; cuando Link vuelve tiempo después, encuentra a su abuela enferma y preocupada por sus dos nietos. Para curarla, el joven captura una hada en una botella y se la da. A partir de entonces, ayuda a restablecer la salud de su nieto mediante la preparación de sopas especiales a lo largo de su búsqueda.
- Kranos (ジークロック Jiikurokku?): es una enorme ave que es controlada por Ganondorf y cuya finalidad es secuestrar a niños en el Gran Mar para llevarlos con su amo a la isla del Diablo. Lleva una máscara de acero altamente resistente a cualquier impacto y que solamente puede ser destruida con el Martillo (Skull Hammer en inglés).
- Tingle (チンクル?): se encuentra encerrado en una sórdida prisión de Isla Taura. Cuando es liberado por Link le regala el Tinglevisor, el cual puede ser usado si el jugador conecta una Game Boy Advance a una GameCube mediante un cable adaptador. Esto permite a un segundo usuario controlar a Tingle para ayudar a Link.

### Escenario principal
Las aventuras de Link en The Wind Waker se desarrollan en el Gran Mar, un vasto océano compuesto de 49 islas, algunas de ellas habitadas por ciertas criaturas peculiares y que contienen mazmorras u otro tipo de edificios propios de la misión que Link tiene que resolver. Entre estas se encuentran la isla volcánica del Dragón —habitada por la tribu Orni, una raza de aves antropomorfas, y protegida por Valú, Espíritu del Cielo—, la isla del Bosque —habitada por la tribu Kolog, seres con forma de árboles que pueden volar y que se comportan como niños pequeños, y custodiada por el Gran Árbol Deku—, y las islas Initia —donde habitan Link, su hermana y su abuela junto con otras pocas familias—, Taura —también habitada por hylianos— y Pez Volador —protegida por el espíritu del mar Yabú—.
Hay otro tipo de islas que están deshabitadas casi en su totalidad y solamente son pobladas por monstruos, las cuales también son de especial importancia para que Link pueda continuar el desarrollo de la historia. Entre ellas se incluyen la isla del Diablo —que es la guarida del villano principal, Ganondorf, además de ser el lugar a donde el ave Kranos lleva a todas las niñas que va secuestrando—, la Torre de los Dioses —que es la única forma de poder acceder a los dominios del reino de Hyrule y que solamente aparece cuando Link recupera los Orbes de los dioses; asimismo, actúa a manera de lugar de pruebas para Link, en donde las divinidades lo desafían para demostrar su valor y coraje—, las islas Madre e Hija, del Volcán y del Hielo —todas ellas contienen únicamente tesoros e ítems que le ayudarían al joven héroe a acceder a los templos donde también los sacerdotes deben rezar para recuperar el poder perdido de la Espada Maestra— así como las islas de la Tierra y del Viento —donde se ubican los templos anteriormente mencionados—. Es importante señalar que hay otro tipo de islas en donde el protagonista encuentra las cartas de navegación relativas a los fragmentos ocultos de la Trifuerza del Valor (conocidas en su conjunto, en español, como «Mapa de la Trifuerza»), sin embargo este material no puede ser descifrado directamente por Link, quien debe ser asistido por Tingle para comprender lo que está escrito en este, por un precio de 398 rupias por cada uno. Entre estas últimas se encuentran las islas de las Torres, Cabeza de Piedra y de la Aguja, así como el interior de un barco fantasma.
Hay un grupo de islas que guardan ciertas similitudes entre ellas y que existen para un propósito específico en la trama. A este conjunto pertenecen las tres islas triangulares donde Link debe acudir a dejar las Orbes para así desvelar la Torre de los Dioses. Aunque las islas no tienen un nombre en específico, cada una alojaría a un Orbe distinto y se encuentran situadas en distintos puntos cardinales: una hacia el Este (para colocar el Orbe de Farore), otra hacia Sur (para el Orbe de Nayru) y la restante en el Norte (para el Orde de Din). Igualmente, hay un grupo de cinco islas conocidas en conjunto como «Islas de las Hadas», las cuales tienen como único propósito ayudar a Link brindándole armas, rupias o incrementando su salud. Otro tipo de islas que están agrupadas son seis arrecifes de coral que están poblados solamente de enemigos y cañones; en su superficie, se encuentran escondidos mapas útiles para la búsqueda de Link, puesto que contienen la ubicación de una gran variedad de ítems u objetos secretos. Estos arrecifes son conocidos en español como islas del Uno, del Dos, del Tres, del Cuatro, del Cinco y del Seis. Asimismo, hay tres archipiélagos que no son más que formaciones rocosas sin utilidad alguna para la trama, y que ni siquiera pueden ser visitados por el protagonista. El resto de islas en el juego cumplen fines secundarios en la trama, sirviendo de alojamiento para ítems adicionales como mapas, Piezas de Corazón, entre otros. A continuación, se mencionan las mazmorras del juego y una descripción acerca de cada una:
| Tipo de mazmorra | Ubicación                             | Descripción e ítems a obtener | Jefe               |
| ---------------- | ------------------------------------- | --- | ------------------ |
| Calabozo 1       | Isla del Diablo                       | De acuerdo a Tetra, es un lugar siniestro que la mayoría de la gente evade; de hecho, es una fortaleza resguardada por todo tipo de monstruos y la guarida del ave Kranos, sirviente de Ganondorf. En esta primera visita a la isla, se recupera la Espada del Héroe, que Link extravió al llegar a la misma. | Bokoblin acorazado |
| Calabozo 2       | Cueva del Dragón                      | Se encuentra en la isla del Dragón, donde habita Valú, el Espíritu del Cielo y protector de la raza Orni. Aquí se obtiene la Garra, una especie de gancho con el que Link puede cruzar ciertas plataformas ubicadas a una cierta altura del suelo. | Gohma              |
| Calabozo 3       | Bosque Prohibido                      | Es una isla adyacente a la isla del Bosque, y la misión de Link es rescatar a Makore. En este lugar, Link obtiene el Bumerán | Vilipendulia       |
| Calabozo 4       | Torre de los Dioses                   | Más allá de un lugar custodiado por monstruos, la Torre de los Dioses es un lugar sagrado utilizado por las divinidades de Hyrule para poner a prueba a cualquiera que se considere un héroe. En esta mazmorra, Link obtiene el Arco del Héroe. | Deus Probatur      |
| Calabozo 5       | Isla del Diablo (por segunda ocasión) | Durante su segunda visita a la isla del Diablo, Link obtiene el Martillo al vencer a Ganon Fantasma, el cual le es útil para acceder a ciertas zonas bloqueadas. Además, con esta nueva arma Link es capaz de derrotar a Kranos. | Kranos             |
| Templo 1         | Templo de la Tierra                   | Se encuentra debajo de la isla de la Tierra, precisamente para salvaguardar el poder de la Espada Maestra para repeler el mal. Al salir de su aprisionamiento, Ganondorf se dirigió a este lugar para desactivar el poder de la mencionada espada, y para ello tuvo que matar a Lartis, la sacerdotisa de la Tierra. Gracias a la intervención de la nueva sacerdotisa, Medli, Link obtiene acceso al templo, donde consigue finalmente el Escudo Espejo. | Fati Triputis      |
| Templo 2         | Templo del Viento                     | Se encuentra en las profundidades de la isla del Viento. Al igual que ocurriera en el Templo de la Tierra, Ganon acudió a este lugar y asesinó a Frido, sacerdote del Viento. Gracias a la intervención de Makore como sustituto de Frido, Link puede acceder a este templo y así obtener el Gancho, el cual le es útil para derrotar a Verminus. | Verminus           |

### Objetos y armas
Existe una amplia variedad de herramientas que le son útiles a Link ya sea para poder continuar sus distintas hazañas en cada nivel del juego, o para derrotar a ciertos enemigos y jefes de mazmorra. Al igual que en anteriores juegos de Zelda, en The Wind Waker se incorporan bombas, botellas y flechas. Algunos ítems son exclusivos de esta entrega: por ejemplo, la hoja Deku (para permitirle al personaje suspenderse en el aire temporalmente y así cruzar plataformas y superficies radicadas a una cierta altura), el Martillo (como su nombre lo indica, es útil para abrirse paso entre zonas bloqueadas), la Garra (uno de los más usados en todo el juego, y que le permite a Link trasladarse a través de zonas aparentemente inaccesibles), y los Orbes (que son los objetos divinos necesarios para poder acceder a la Torre de los Dioses). Cabe señalarse que, en esta entrega, resulta bastante frecuente el uso de diferentes mapas, puesto que el Gran Mar aloja zonas inexploradas en un punto inicial del juego que son más fáciles de ubicar por este medio. De forma semejante, cada mazmorra posee su mapa y brújula respectivos, que le ayudan a Link a encontrar objetos valiosos y tesoros ocultos en el interior de dichos calabozos, además de revelar la ubicación exacta del jefe correspondiente de dicha zona. Algunos otros ítems indispensables en The Wind Waker incluyen la Batuta de los Vientos —que sobre la base de melodías posee la función de manipular la dirección del viento—, la Espada del Héroe —la primera arma que le es concedida a Link en el juego—, el Gancho —para atacar a enemigos y cruzar ciertas regiones inaccesibles—, Botas de Plomo —para cruzar regiones donde hay fuertes corrientes de viento—, el Arco del Héroe, las Flechas de Luz, el Escudo Espejo y los Palos Boko —que sirven a manera de antorchas en regiones poco iluminadas así como para cruzar ciertas regiones bloqueadas—. Por otra parte, en diversas islas se hallan dispersas las características Piezas de Corazón y rupias, necesarias para restablecer la salud de Link y comprar otros ítems y objetos, respectivamente. El valor que tienen las rupias en este título son los siguientes: verdes (1), azules (5), amarillas (10), rojas (20), moradas (50), naranjas (100) y plateadas (200).

## Modo de juego
El sistema de controles de The Wind Waker es prácticamente idéntico al de Ocarina of Time y Majora's Mask. De esta forma, algunos movimientos básicos de Link —tales como caminar, correr, atacar, defenderse y saltar de forma automática en las plataformas— siguen siendo los mismos que en dichos títulos. Asimismo, el personaje utiliza exactamente el mismo sistema de juego introducido en Ocarina of Time que le permite «rastrear» o fijar su mirada en un enemigo específico o en cualquier otro blanco determinado. Adicionalmente, posee la habilidad de bloquear ataques enemigos; así, cuando rastrea un oponente y no está por lo tanto en posición defensiva, ciertos ataques hechos por el rival han de provocar una señal visual, además de una vibración del controlador y finalmente un ligero campaneo. En ese instante, Link puede esquivar o bloquear el ataque y después contraatacar por la parte trasera del adversario, e incluso en la cabeza del mismo al ejecutar un salto sobre el objetivo. Esta táctica se vuelve crucial a su vez para vencer a enemigos que están armados o a jefes de nivel.
En el nuevo diseño incorporado en The Wind Waker, Link tiene ojos más grandes y expresivos que en anteriores entregas de Zelda. Esta característica le permite fijar su mirada en enemigos cercanos o en objetos importantes. Por ejemplo, si necesita resolver un enigma al encender una antorcha y así quemar un objeto distante, sus ojos podrían voltear a ver algún palo cercano (denominado «Palo Boko» en el juego), lo cual le da una pista al jugador para que este sepa cómo continuar el juego. Esta característica fue elogiada por algunos medios que percibieron que, gracias a la técnica cel shading, los personajes mostraban una mayor expresividad en sus rostros; así, en una de las tomas por ejemplo se puede observar la profunda tristeza de Link al tener que abandonar su hogar para buscar a su hermana.

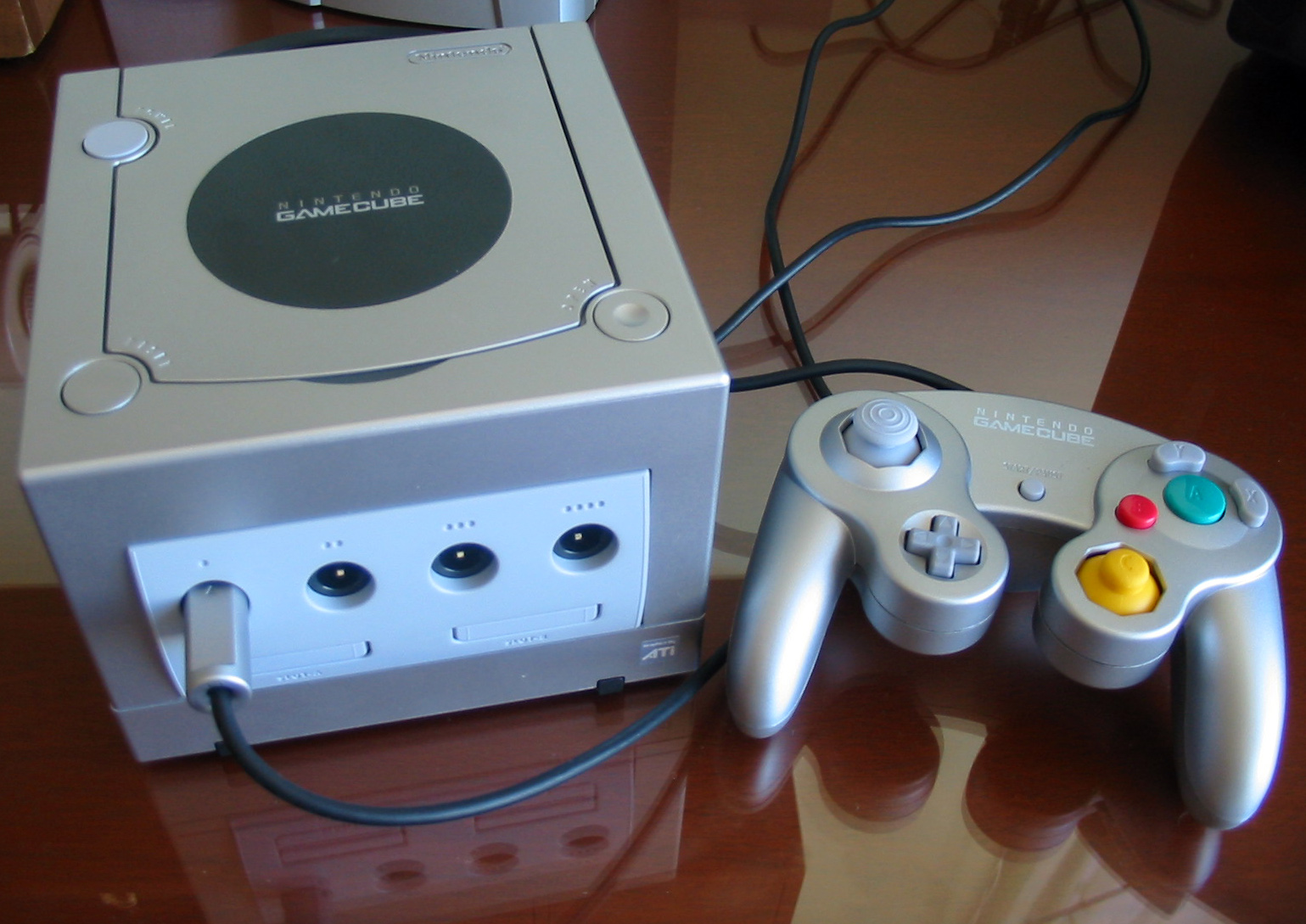
The Wind Waker es el cuarto videojuego más exitoso de la consola Nintendo GameCube, tras vender 3,07 millones de copias en todo el mundo.

Igual que en todos los juegos de la serie, esta entrega presenta varias mazmorras encerradas, largas y, a menudo, ubicadas bajo tierra. Link se enfrenta a enemigos, recoge objetos indispensables y resuelve acertijos para así avanzar de una mazmorra sencilla a otra más difícil y, al final de cada una, lucha contra el jefe respectivo. Para completar un calabozo o mazmorra, Link utiliza primordialmente una espada y un escudo; otras armas comúnmente usadas por Link incluyen un arco y flechas, un búmeran, bombas y un gancho. Además, ciertas armas usadas por los rivales pueden ser recogidas cuando estos las sueltan y así ser utilizadas por Link, la cual es una característica novedosa en la serie a partir de este título.
Por otra parte, el juego incluye varias misiones secundarias, tales como la región Nintendo Gallery. En ésta, y cuando Link se encuentra en la isla del Bosque, el jugador puede utilizar una hoja Deku para trasladarse a una isla cilíndrica con una escotilla, la cual contiene a un escultor llamado Carlov y a su galería artística. Una vez que Link obtiene una cámara de color llamada Caja Luminográfica, puede tomar fotografías de personajes no jugadores y enemigos, las cuales usa Carlov para esculpir figurines. Hay un total de 134 figurines a coleccionar, sin embargo Link solamente puede tomar tres fotos a la vez. Cabe añadirse que tras finalizar el juego, y una vez que se comienza una nueva partida, el jugador puede acceder a Nintendo Gallery desde el comienzo, por lo que también Link puede usar la Caja Luminográfica desde entonces, aunque todas los figurines recolectados en la anterior partida desaparecen. De forma similar, otras modificaciones menores al jugar The Wind Waker, una vez finalizada la partida primeriza, consisten en que Abril viste un vestido color carmesí con calaveras que es un obsequio de los piratas de Tetra, mientras que Link viste ahora un atuendo color azul a lo largo del juego, en vez de la tradicional túnica verde. Además, Link puede comprender el lenguaje hyliano, a diferencia de la partida original donde este le resulta incomprensible. Conforme transcurre el juego, se encuentra con varios personajes a los cuales debe ayudar para obtener a cambio una recompensa, o muchas veces poder continuar con su misión principal, que es rescatar a su hermana.
Otro elemento que se preserva en esta entrega, al igual que en todas las demás de la franquicia (con excepción de The Legend of Zelda, Phantom Hourglass y The Legend of Zelda: Spirit Tracks), es la recolección de Piezas de Corazón (del término original: Pieces of Heart), las cuales incrementan la salud de Link. Además, se incorpora una serie de cartas de navegación, mismas que se encuentran dispersas a lo largo del Gran Mar. El jugador puede localizar esos mapas náuticos y guardarlos para así buscar objetos o destinos importantes que no pueden visualizarse a simple vista. Entre los tesoros que pueden recogerse del océano se incluyen rupias, Piezas de Corazón y algunas otras cartas náuticas tales como la «Big Octo Chart» y la «Island Hearts Chart».

### Viento y desplazamiento

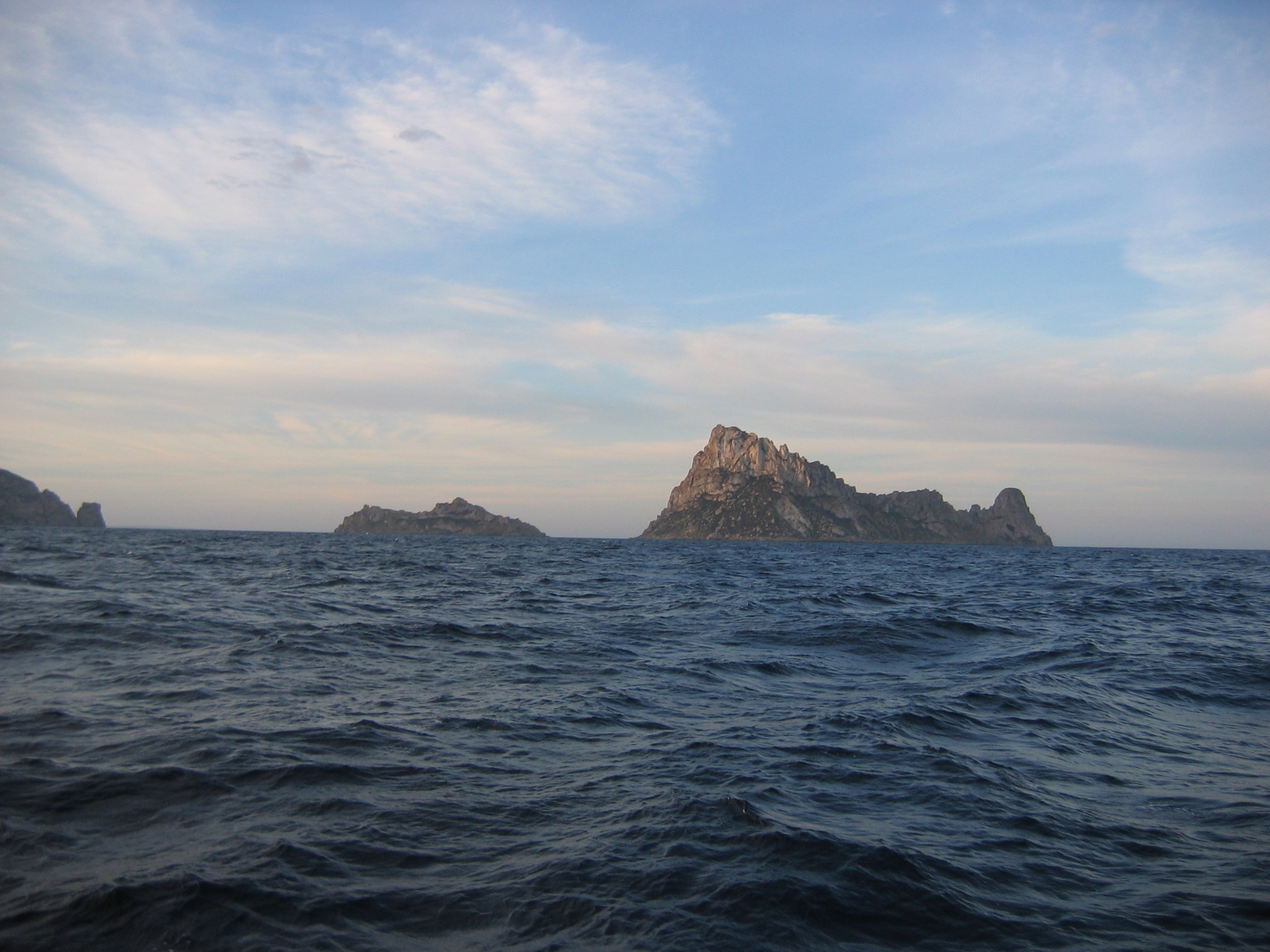
En esta entrega, Link pasa la mayor parte de su aventura navegando a través del Gran Mar, bajo el cual se encuentra el legendario reino de Hyrule, hogar del Héroe del Tiempo y sede de la Espada Maestra, cuyo mítico poder para repeler el mal es parte importante de la trama.

Los eventos del juego se sitúan en un vasto océano conformado de 49 secciones, que están distribuidas en una retícula de 7 por 7 casillas. En cada sección hay una isla o un pequeño grupo de islas que pueden ser visitadas por el protagonista, dependiendo cuál sea la misión que le corresponda completar en ese instante del juego. Una gran parte de The Wind Waker se basa en la navegación entre islas, lo cual permite que el juego se libre de tiempos de carga al acceder a los datos cuando el jugador se aproxima a una isla cualquiera. Al arribar a una isla, Link puede ser asistido por una criatura en forma de pez para obtener detalles del territorio a explorar, así como para trazar la posición exacta de esa isla en la carta de navegación respectiva. Es importante señalar que mientras navega por el Gran Mar, Link usualmente se enfrenta a diversas amenazas en el océano, tales como monstruos y bases enemigas; además de las islas, el personaje puede visitar submarinos y las susodichas bases enemigas, las cuales contienen enemigos y alguno que otro tesoro. Asimismo, Link puede divisar tesoros hundidos en el mar mediante una serie de anillos de luz que se hacen visibles sobre la superficie del agua, y para poder obtenerlos debe hacer uso de un garfio. Al vencer a sus enemigos y resolver ciertos acertijos, o ayudar a otros personajes, Link obtiene diferentes mapas de navegación concernientes a tesoros y otro tipo de ítems: al abrir un mapa, el jugador puede dar con ubicaciones que anteriormente, en el juego, no eran visibles. Estas nuevas regiones son ahora perceptibles mediante anillos de luz intensos que emanan del océano.
Para navegar más rápidamente entre ciertas áreas, Link dispone de la Batuta de los Vientos, una herramienta cuya función es manipular la dirección del viento a través de una serie de piezas musicales. Si bien el control del viento es un concepto indispensable en The Wind Waker para poder desplazarse por el Gran Mar, además de que ciertos enigmas solo pueden resolverse de esta manera, esto no se limita solamente al desplazamiento; por ejemplo, la hoja Deku le permite usar el viento para hacer girar turbinas que impiden el acceso a otras regiones del juego, así como para volar por distancias generalmente cortas. Al crear un viento de cola, el personaje puede suspenderse por una mayor cantidad de tiempo, con lo que es capaz de alcanzar áreas remotas situadas a una cierta altura. Por otra parte, también puede usar el viento para hacer aparecer un tesoro oculto frente a un área señalada con ayuda de la batuta que le da nombre al juego, así como para transportarse de un sitio a otro (con la ayuda de ciclones). Cabe señalarse que a lo largo del juego aparece en la pantalla una veleta indicadora del clima que indica la dirección del viento en un determinado instante, una herramienta útil al manejar el Wind Waker. Al igual que en la mayoría de las entregas de Zelda, en The Wind Waker Link es capaz de teletransportarse de un lugar a otro por medio de ciclones, como bien se señalaba anteriormente, aunque esto puede realizarse solamente al derrotar al dios Cyclos, deidad de los vientos y hermano de Zephos.

### Conectividad con Game Boy Advance
The Wind Waker contó con una innovación técnica en la serie The Legend of Zelda: permitió, por primera vez en la serie, conectar la consola de mesa GameCube y la portátil Game Boy Advance. Esto es posible al conectar esta última a uno de los puertos libres de controlador de la GameCube, a través del cable especial GCN-GBA (que permite la conexión entre ambos sistemas). Una vez hecho esto, Link debe rescatar a Tingle de su aprisionamiento en la isla Taura, y solamente así este le proporciona el Tinglevisor, un dispositivo que, al activarse en pleno juego, provoca que Tingle se convierta en un personaje jugador y pueda ser manipulado por un jugador adicional. Es importante señalar que Tingle únicamente puede acceder a ciertas áreas del juego que contienen algún mapa o tesoro ocultos, además de que siempre estará acompañado de Link en una misma región. Al respecto, el sitio web Gaming Target comentó: «Esencialmente, se puede decir que este es el primer paso rudimentario para lo que esperamos que algún día se convierta en un modo de juego cooperativo de dos jugadores para The Legend of Zelda».

## Producción
| Animadores                | Kimihiro Hozaki Takahiro Nishigaki Chikako Nishizaki Takeshi Yamaguchi                       |
| Director                  | Eiji Aonuma                                                                                  |
| Diseño de los personajes  | Daisuke Kageyama Ryuji Kobayashi Keisuke Nishimori Yo Ohnishi Yoshiyuki Oyama Koji Takahashi |
| Diseño gráfico            | Yusuke Akifusa Satoshi Furukawa Takahiro Hamaguchi Haruyasu Ito                              |
| Guionistas                | Hajime Takahashi Mitsuhiro Takano                                                            |
| Música                    | Kōji Kondō Toru Minegishi Kenta Nagata Hajime Wakai                                          |
| Productores               | Satoru Iwata (ejecutivo) Shigeru Miyamoto Takashi Tezuka                                     |
| Programadores principales | Yuhiki Otsuki Hiroshi Umemiya                                                                |
| Voces                     | Sachi Matsumoto (Link) Takashi Nagasako (Ganon) Hikari Tachibana (Tetra)                     |
| Referencia                | [ 24 ]                                                                                       |

El 3 de marzo de 1999, Nintendo anunció de forma oficial el desarrollo de una nueva videoconsola; poco más de un año después, el 24 de agosto de 2000 —un día antes del evento Space World 2000—, se reveló que dicho sistema llevaría por nombre Nintendo GameCube (en un inicio, se lo conocía como «Project Dolphin» y, posteriormente, «Star Cube»). Además de señalar las especificaciones técnicas y mostrar los diseños de la nueva consola, la empresa llevó a cabo varias demostraciones del software con tal de mostrarle al público la capacidad del sistema, y precisamente una de estas pruebas consistía en un duelo diseñado con un estilo muy realista (a comparación de las anteriores entregas) entre Ganondorf y Link. Esta versión de prueba (demo) fue titulada The Legend of Zelda 128, similar a la versión Super Mario 128; no obstante, a pesar de que era una simple demostración técnica, muchos fanáticos de Zelda, e incluso algunos medios especializados, especularon que dicha batalla provenía de un juego que estaba siendo producido en ese instante, o al menos servía para indicar cuál sería la dirección creativa que abordaría el siguiente título de la serie. De hecho, el sitio web IGN catalogó la demo como «una continuación no oficial» y afirmó: «es absolutamente todo lo que pudimos haber esperado de una entrega de Zelda para la GameCube [...] El futuro luce muy prometedor para los seguidores de Nintendo».

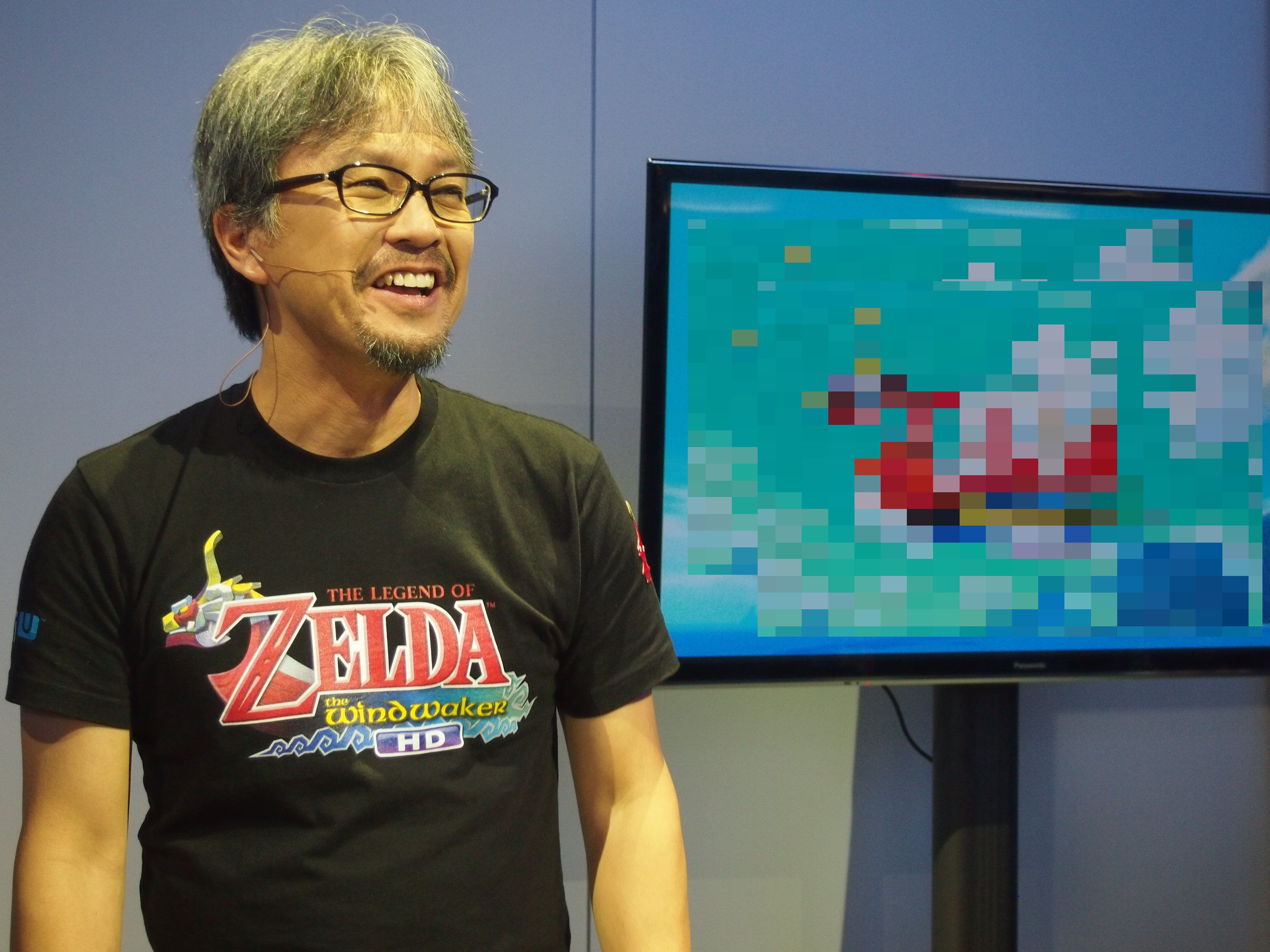
Eiji Aonuma, director de The Wind Waker.

No obstante, Nintendo no mencionó nada acerca de la posibilidad de una entrega de Zelda para GameCube sino hasta un año después, en el Space World 2001, donde se mostró a los asistentes un vistazo del nuevo juego: habiendo reemplazado el diseño oscuro de The Legend of Zelda 128 con una nueva apariencia en formato cel shading, que le daba el aspecto gráfico de un dibujo animado interactivo, Shigeru Miyamoto declaró que este nuevo look se debía principalmente a su propósito de «expandir el universo de Zelda a audiencias de todas las edades», aunque también añadió: «[...] no es que queramos hacer juegos exclusivamente para niños. Más bien queremos hacer creativos nuestros títulos y, al mismo tiempo, atraer a una audiencia más amplia. Obviamente, vemos los videojuegos desde el punto de vista del entretenimiento, así que queremos encontrar la manera de hacer que la experiencia que brinde el sistema de juego resulte satisfactoria para todos». En su momento, el diseño de The Wind Waker fue considerado como un cambio radical en la serie y, por ejemplo, el equipo de editores de IGN llegó incluso a especular si había dos juegos en fase de producción simultánea.
Aunque algunos asistentes al evento se deleitaron con la nueva interfaz de The Legend of Zelda, también hubo reacciones negativas por parte de seguidores de la serie que habían estado esperando un juego más realista, acorde a lo mostrado en Space World 2000. En un inicio, varios críticos se refirieron a The Wind Waker como «Celda», a manera de contracción gramatical de los términos «Zelda» y «cel shading». Miyamoto se mostró sorprendido por la recepción ante el material exhibido y el hecho de que la prensa señalara que Nintendo estaba ahora enfocándose en una audiencia más joven, y rechazó dar mayores detalles sobre el juego hasta que estuviera disponible una demostración interactiva del mismo; en sus propias palabras: «Creo que cuando la gente ve por primera vez el juego, la primera cosa de la que hablan es de los gráficos. Una vez que lo jueguen, comprenderán porqué escogimos este estilo gráfico. Asimismo, entre más lo jueguen, más se sentirán familiarizados con el diseño. Y pronto ya ni se preocuparán por eso». De esta manera, se esperaba que una vez que los críticos jugaran la versión interactiva, se enfocarían entonces en todos los elementos importantes del sistema de juego, en vez de solamente expresar su reacción ante el nuevo estilo gráfico.
Poco después, Miyamoto prometió que se estrenaría una versión interactiva en el evento E3 de 2002, y al mismo tiempo anunció que The Wind Waker se estrenaría un año después, esto es en 2003. Una vez que se lanzó dicha versión, hubo varias reacciones muy entusiastas por parte de la audiencia, y obtuvo un premio Game Critics en 2002 en el rubro de «Mejor juego de videoconsola en E3»; Tom Russo, director de desarrollo de software de G4 Media, señaló: «La más reciente entrega de Zelda de Miyamoto lleva las técnicas tradicionales de cel shading a un nivel inédito de esmero y detalle [...] Miyamoto mantiene su enfoque en lo que vuelve grandioso a un juego de aventuras de consola y, subsecuentemente, brinda una buena muestra de su próxima aventura de consola a E3». Un editor en IGN dijo al respecto que el diseño caricaturesco «trabaja muy bien [y...] se siente bastante como un juego de Zelda». El estilo fantástico fue comparado con el de A Link to the Past así como con algunas ilustraciones promocionales de entregas previas de la serie. Además, en E3 se dieron a conocer ciertas innovaciones técnicas, tales como la capacidad de conectar la portátil Game Boy Advance y recibir así asistencia de Tingle (véase la sección Conectividad con Game Boy Advance para más información). El guion del juego corrió a cargo de Mitsuhiro Takano y Hajime Takahashi, sobre la base de un relato inédito de Aonuma.
El 15 de octubre de 2002, se dio a conocer el subtítulo en japonés del juego: Kaze no Takuto (en español: «La Batuta de los Vientos»), que enfatiza el rol indispensable del viento en el juego. Un par de meses después, a pocos días de su debut en el mercado japonés, el 2 de diciembre, Nintendo anunció que el título oficial del juego en inglés sería The Legend of Zelda: The Wind Waker, y su lanzamiento en Norteamérica ocurriría el 24 de marzo de 2003, de acuerdo a un informe publicado dos días después del anterior anuncio. En una entrevista realizada a Aonuma por la revista sueca Reset, en 2005, este declaró que no se había sentido satisfecho con la calidad de The Wind Waker: «Al final de la producción del juego, luchamos contrarreloj y hubo partes que me vi obligado a aprobar, aun cuando sentía que éstas no estaban del todo completas [...] Durante el desarrollo de Twilight Princess, me prometí no volver a cometer esos mismos errores».

### Banda sonora
Los temas musicales usados en The Wind Waker fueron compuestos por Kenta Nagata, Hajime Wakai, Tōru Minegishi y Kōji Kondō. La banda sonora del juego, titulada Zelda no Densetsu ~Kaze no Takuto~ Original Sound Tracks (en inglés: The Legend of Zelda - The Wind Waker Original Sound Tracks) debutó en el mercado japonés el 19 de marzo de 2003, mientras que en Norteamérica se lanzó el 31 de marzo del mismo año. La misma salió a la venta en un paquete de dos discos que contiene, en total, 133 canciones; ambos discos tienen, cada uno, una duración de 77 minutos aproximadamente, aunque la diferencia radica en que el disco uno posee 73 melodías, mientras que el segundo solamente tiene 60. Adicionalmente, el compilatorio fue publicado por Scitron Digital Content en Japón, y por Sony/Columbia en Norteamérica. Cabe añadirse que la música, compuesta enteramente de sonidos MIDI, contiene ciertamente influencias irlandesas, incaicas y andinas, caracterizándose algunas canciones por la incorporación de sonidos emitidos por una gaita irlandesa. Varias canciones de The Wind Waker aparecen también en Super Smash Bros. Brawl. Tras su lanzamiento, algunas críticas hechas al soundtrack fueron en su mayoría negativas; por ejemplo, un usuario del sitio web HonestGamers.com señaló: «El aspecto más decepcionante (además de la brevedad de la misión principal, por supuesto) de The Wind Waker es su banda sonora mediocre en lo absoluto. Cuando juego un título de Zelda, espero algunos tonos estruendosos como los usados en los impresionantes calabozos de A Link to the Past. Pero The Wind Waker nos deja con un ambiente musical extremadamente suave y breve que reproduce la misma música a lo largo de toda la mazmorra, una y otra vez». A su vez, el sitio especializado Soundtrack Central resumió lo siguiente en su evaluación: «Los seguidores de Zelda deben sentirse agradecidos con la gran cantidad de viejos tonos que acompañan a la más reciente aventura de Link, sin embargo pueden tener opiniones divididas sobre el resto del material [...] A grandes rasgos, The Legend of Zelda: The Wind Waker es probablemente una de las bandas sonoras más inusuales que haya escuchado en mucho tiempo. Es definitivamente diferente a lo que hubiese esperado, es decir, no tan excéntrico como lo fue Majora's Mask, y además multifacético. Es en ocasiones extraño, pero también es hermoso, no convencional, extraño, impresionante - todo en un solo compilatorio».
| \| # \| Título en japonés (romanización)[48] \| Título en inglés \| Duración \| \| --- \| ---------------------------------------------- \| ------------------------------- \| -------- \| \| 1. \| タイトル (Taitoru) \| Title \| 1:07 \| \| 2. \| メニューセレクト (Menyū Serekuto) \| Menu Select \| 0:57 \| \| 3. \| 勇者伝説 (Yūsha Densetsu) \| The Legendary Hero \| 3:33 \| \| 4. \| プロロ島 (Puroro-Tō) \| Outset Island \| 2:07 \| \| 5. \| 家の中 (Ie no Naka) \| Inside A House \| 1:01 \| \| 6. \| 爺さんの家 (Jīsan no Uchi) \| Grandma's House \| 0:57 \| \| 7. \| 剣術指南 (Kenjutsu Shinan) \| Fencing Instruction \| 1:01 \| \| 8. \| テリーショップ (Terī Shoppu) \| Beedle's Shop \| 1:16 \| \| 9. \| 大怪鳥襲来 (Daikaichō Shūrai) \| A Mysterious Giant Bird Attacks \| 0:40 \| \| 10. \| テトラ発見 (Tetora Hakken) \| Tetra Discovered \| 0:11 \| \| 11. \| プロロ島の森 (Puroro-Tō no Mori) \| The Forest of Outset Island \| 0:43 \| \| 12. \| ボコブリン飛来 (Bokoburin Hirai) \| Bokoblin Migration \| 0:10 \| \| 13. \| 戦闘 (Sentō) \| Battle \| 2:33 \| \| 14. \| テトラとの出会い (Tetora to no Deai) \| Encounter With Tetra \| 0:45 \| \| 15. \| アリル誘拐 (Ariru Yūkai) \| Aryll's Kidnapping \| 1:18 \| \| 16. \| おばあちゃん (Obāchan) \| Grandma \| 1:41 \| \| 17. \| 旅立ち (Tabidachi) \| Journey \| 0:52 \| \| 18. \| 海賊 (Kaizoku) \| Pirates \| 1:33 \| \| 19. \| 海賊船の中 (Kaizokusen no Naka) \| Inside the Pirate Ship \| 1:35 \| \| 20. \| 魔獣島侵入1 (Majū-Tō Shin'nyū Wan) \| Forsaken Fortress Invasion 1 \| 1:00 \| \| 21. \| 魔獣島侵入2 (Majū-Tō Shin'nyū Tsū) \| Forsaken Fortress Invasion 2 \| 0:42 \| \| 22. \| 魔獣島 (Majū-Tō) \| Forsaken Fortress \| 1:40 \| \| 23. \| 投獄 (Tōgoku) \| Imprisonment \| 0:04 \| \| 24. \| 妹との再会 (Imōto to no Saikai) \| Reunion with Sister \| 1:18 \| \| 25. \| 船との出会い1 (Fune to no Deai Wan) \| Rendezvous with the Ship 1 \| 0:30 \| \| 26. \| 船との出会い2 (Fune to no Deai Tsū) \| Rendezvous With the Ship 2 \| 1:18 \| \| 27. \| 船との出会い3 (Fune to no Deai Surī) \| Rendezvous With the Ship 3 \| 1:15 \| \| 28. \| タウラ島 (Taura-Tō) \| Windfall Island \| 1:15 \| \| 29. \| クスリ屋 (Kusuriya) \| Zunari's Store \| 1:22 \| \| 30. \| 夜明け (Yoake) \| Dawn \| 0:22 \| \| 31. \| 大海原 (Ōunabara) \| Ocean \| 2:40 \| \| 32. \| 海上戦闘 (Kaijō Sentō) \| Maritime Battle \| 2:04 \| \| 33. \| 海上戦闘 その2 (Kaijō Sentō Sono Tsū) \| The Second Maritime Battle \| 1:25 \| \| 34. \| 宝箱ゲット (Takarabako Getto) \| Get Treasure Box \| 0:04 \| \| 35. \| 宝箱オープン (Takarabako Ōpun) \| Open Treasure Box \| 0:09 \| \| 36. \| アイテムゲット (Aitemu Getto) \| Get Item \| 0:04 \| \| 37. \| 小アイテムゲット (Shō Aitemu Getto) \| Get Small Item \| 0:04 \| \| 38. \| 竜の島 (Ryū no Shima) \| Dragon Roost Island \| 1:36 \| \| 39. \| 竜の山のほこら (Ryū no Yama no Hokora) \| Dragon Roost Cavern \| 1:24 \| \| 40. \| 中ボス (Chū Bosu) \| Mini-Boss \| 1:41 \| \| 41. \| ゲームオーバー (Gēmu Ōbā) \| Game Over \| 0:12 \| \| 42. \| ゴーマ出現 (Gōma Shutsugen) \| Gohma Appears \| 0:25 \| \| 43. \| ゴーマ戦前半 (Gōma Ikusa Zenhan) \| Gohma Battle First Half \| 1:30 \| \| 44. \| ゴーマ戦後半 (Gōma Ikusa Kōhan) \| Gohma Battle Second Half \| 1:13 \| \| 45. \| ボスクリアファンファーレ (Bosu Kuria Fanfāre) \| Boss Clear Fanfare \| 0:27 \| \| 46. \| ハートの器ゲット (Hāto no Utsuwa Getto) \| Get Heart Container \| 0:05 \| \| 47. \| 神珠ゲット (Shinju Getto) \| Get Orb \| 0:05 \| \| 48. \| 風の唄 (タクト) (Kaze no Uta (Takuto)) \| Wind's Requiem (Baton) \| 0:07 \| \| 49. \| 風の唄 (Kaze no Uta) \| Wind's Requiem \| 0:06 \| \| 50. \| タクトの唄ゲット (Takuto no Uta Getto) \| Get Baton Song \| 0:05 \| \| 51. \| ヨットゲーム (Yotto Gēmu) \| Yacht Game \| 1:25 \| \| 52. \| ヨットゲームゴール (Yotto Gēmu Gōru) \| Yacht Game Goal \| 0:34 \| \| 53. \| ヨットゲーム失敗 (Yotto Gēmu Shippai) \| Yacht Game Failure \| 0:12 \| \| 54. \| 昼夜の唄 (タクト) (Chūya no Uta (Takuto)) \| Song of Passing (Baton) \| 0:07 \| \| 55. \| 昼夜の唄 (Chūya no Uta) \| Song of Passing \| 0:05 \| \| 56. \| 森の島 (Mori no Shima) \| Forest Haven \| 2:12 \| \| 57. \| 森の島の中 (Mori no Shima no Naka) \| Inside Forest Haven \| 1:30 \| \| 58. \| デクの樹様の危機 (Deku no Ki-sama no Kiki) \| The Deku Tree's Crisis \| 0:17 \| \| 59. \| デクの樹様とコログ (Deku no Ki-sama to Korogu) \| The Deku Tree and the Koroks \| 2:34 \| \| 60. \| 禁断の森 (Kindan no Mori) \| Forbidden Woods \| 2:10 \| \| 61. \| カーレ・デモス出現 (Kāre Demosu Shutsugen) \| Kalle Demos Appears \| 0:28 \| \| 62. \| カーレ・デモス (Kāre Demosu) \| Kalle Demos \| 1:28 \| \| 63. \| 森の儀式 (Mori no Gishiki) \| Ceremony in the Woods \| 2:11 \| \| 64. \| 来年の儀式の曲 (Rainen no Gishiki no Kyoku) \| Song Of The New Year's Ceremony \| 0:29 \| \| 65. \| 呪われた大海原 (Norowareta Ōunabara) \| The Great Sea Is Cursed \| 1:32 \| \| 66. \| 聖なるほこら (Seinaru Hokora) \| Sacred Shrine \| 1:34 \| \| 67. \| ジャブー (Jabū) \| Jabun \| 1:20 \| \| 68. \| 神の塔出現 (Kami no Tō Shutsugen) \| Tower of the Gods Appears \| 0:55 \| \| 69. \| 神の塔 (Kami no Tō) \| Tower of the Gods \| 2:05 \| \| 70. \| 操りの唄 (タクト) (Ayatsuri no Uta (Takuto)) \| Command Melody (Baton) \| 0:07 \| \| 71. \| ゴードン出現 (Gōdon Shutsugen) \| Gohdan Appears \| 0:39 \| \| 72. \| ゴードン (Gōdon) \| Gohdan \| 2:14 \| \| 73. \| ハイラルへ (Hairaru he) \| To Hyrule \| 1:05 \| |                                                |                                 |          |
| # | Título en japonés (romanización)               | Título en inglés                | Duración |
| 1. | タイトル (Taitoru)                             | Title                           | 1:07     |
| 2. | メニューセレクト (Menyū Serekuto)              | Menu Select                     | 0:57     |
| 3. | 勇者伝説 (Yūsha Densetsu)                      | The Legendary Hero              | 3:33     |
| 4. | プロロ島 (Puroro-Tō)                           | Outset Island                   | 2:07     |
| 5. | 家の中 (Ie no Naka)                            | Inside A House                  | 1:01     |
| 6. | 爺さんの家 (Jīsan no Uchi)                     | Grandma's House                 | 0:57     |
| 7. | 剣術指南 (Kenjutsu Shinan)                     | Fencing Instruction             | 1:01     |
| 8. | テリーショップ (Terī Shoppu)                   | Beedle's Shop                   | 1:16     |
| 9. | 大怪鳥襲来 (Daikaichō Shūrai)                  | A Mysterious Giant Bird Attacks | 0:40     |
| 10. | テトラ発見 (Tetora Hakken)                     | Tetra Discovered                | 0:11     |
| 11. | プロロ島の森 (Puroro-Tō no Mori)               | The Forest of Outset Island     | 0:43     |
| 12. | ボコブリン飛来 (Bokoburin Hirai)               | Bokoblin Migration              | 0:10     |
| 13. | 戦闘 (Sentō)                                   | Battle                          | 2:33     |
| 14. | テトラとの出会い (Tetora to no Deai)           | Encounter With Tetra            | 0:45     |
| 15. | アリル誘拐 (Ariru Yūkai)                       | Aryll's Kidnapping              | 1:18     |
| 16. | おばあちゃん (Obāchan)                         | Grandma                         | 1:41     |
| 17. | 旅立ち (Tabidachi)                             | Journey                         | 0:52     |
| 18. | 海賊 (Kaizoku)                                 | Pirates                         | 1:33     |
| 19. | 海賊船の中 (Kaizokusen no Naka)                | Inside the Pirate Ship          | 1:35     |
| 20. | 魔獣島侵入1 (Majū-Tō Shin'nyū Wan)             | Forsaken Fortress Invasion 1    | 1:00     |
| 21. | 魔獣島侵入2 (Majū-Tō Shin'nyū Tsū)             | Forsaken Fortress Invasion 2    | 0:42     |
| 22. | 魔獣島 (Majū-Tō)                               | Forsaken Fortress               | 1:40     |
| 23. | 投獄 (Tōgoku)                                  | Imprisonment                    | 0:04     |
| 24. | 妹との再会 (Imōto to no Saikai)                | Reunion with Sister             | 1:18     |
| 25. | 船との出会い1 (Fune to no Deai Wan)            | Rendezvous with the Ship 1      | 0:30     |
| 26. | 船との出会い2 (Fune to no Deai Tsū)            | Rendezvous With the Ship 2      | 1:18     |
| 27. | 船との出会い3 (Fune to no Deai Surī)           | Rendezvous With the Ship 3      | 1:15     |
| 28. | タウラ島 (Taura-Tō)                            | Windfall Island                 | 1:15     |
| 29. | クスリ屋 (Kusuriya)                            | Zunari's Store                  | 1:22     |
| 30. | 夜明け (Yoake)                                 | Dawn                            | 0:22     |
| 31. | 大海原 (Ōunabara)                              | Ocean                           | 2:40     |
| 32. | 海上戦闘 (Kaijō Sentō)                         | Maritime Battle                 | 2:04     |
| 33. | 海上戦闘 その2 (Kaijō Sentō Sono Tsū)          | The Second Maritime Battle      | 1:25     |
| 34. | 宝箱ゲット (Takarabako Getto)                  | Get Treasure Box                | 0:04     |
| 35. | 宝箱オープン (Takarabako Ōpun)                 | Open Treasure Box               | 0:09     |
| 36. | アイテムゲット (Aitemu Getto)                  | Get Item                        | 0:04     |
| 37. | 小アイテムゲット (Shō Aitemu Getto)            | Get Small Item                  | 0:04     |
| 38. | 竜の島 (Ryū no Shima)                          | Dragon Roost Island             | 1:36     |
| 39. | 竜の山のほこら (Ryū no Yama no Hokora)         | Dragon Roost Cavern             | 1:24     |
| 40. | 中ボス (Chū Bosu)                              | Mini-Boss                       | 1:41     |
| 41. | ゲームオーバー (Gēmu Ōbā)                      | Game Over                       | 0:12     |
| 42. | ゴーマ出現 (Gōma Shutsugen)                    | Gohma Appears                   | 0:25     |
| 43. | ゴーマ戦前半 (Gōma Ikusa Zenhan)               | Gohma Battle First Half         | 1:30     |
| 44. | ゴーマ戦後半 (Gōma Ikusa Kōhan)                | Gohma Battle Second Half        | 1:13     |
| 45. | ボスクリアファンファーレ (Bosu Kuria Fanfāre)  | Boss Clear Fanfare              | 0:27     |
| 46. | ハートの器ゲット (Hāto no Utsuwa Getto)        | Get Heart Container             | 0:05     |
| 47. | 神珠ゲット (Shinju Getto)                      | Get Orb                         | 0:05     |
| 48. | 風の唄 (タクト) (Kaze no Uta (Takuto))         | Wind's Requiem (Baton)          | 0:07     |
| 49. | 風の唄 (Kaze no Uta)                           | Wind's Requiem                  | 0:06     |
| 50. | タクトの唄ゲット (Takuto no Uta Getto)         | Get Baton Song                  | 0:05     |
| 51. | ヨットゲーム (Yotto Gēmu)                      | Yacht Game                      | 1:25     |
| 52. | ヨットゲームゴール (Yotto Gēmu Gōru)           | Yacht Game Goal                 | 0:34     |
| 53. | ヨットゲーム失敗 (Yotto Gēmu Shippai)          | Yacht Game Failure              | 0:12     |
| 54. | 昼夜の唄 (タクト) (Chūya no Uta (Takuto))      | Song of Passing (Baton)         | 0:07     |
| 55. | 昼夜の唄 (Chūya no Uta)                        | Song of Passing                 | 0:05     |
| 56. | 森の島 (Mori no Shima)                         | Forest Haven                    | 2:12     |
| 57. | 森の島の中 (Mori no Shima no Naka)             | Inside Forest Haven             | 1:30     |
| 58. | デクの樹様の危機 (Deku no Ki-sama no Kiki)     | The Deku Tree's Crisis          | 0:17     |
| 59. | デクの樹様とコログ (Deku no Ki-sama to Korogu) | The Deku Tree and the Koroks    | 2:34     |
| 60. | 禁断の森 (Kindan no Mori)                      | Forbidden Woods                 | 2:10     |
| 61. | カーレ・デモス出現 (Kāre Demosu Shutsugen)     | Kalle Demos Appears             | 0:28     |
| 62. | カーレ・デモス (Kāre Demosu)                   | Kalle Demos                     | 1:28     |
| 63. | 森の儀式 (Mori no Gishiki)                     | Ceremony in the Woods           | 2:11     |
| 64. | 来年の儀式の曲 (Rainen no Gishiki no Kyoku)    | Song Of The New Year's Ceremony | 0:29     |
| 65. | 呪われた大海原 (Norowareta Ōunabara)           | The Great Sea Is Cursed         | 1:32     |
| 66. | 聖なるほこら (Seinaru Hokora)                  | Sacred Shrine                   | 1:34     |
| 67. | ジャブー (Jabū)                                | Jabun                           | 1:20     |
| 68. | 神の塔出現 (Kami no Tō Shutsugen)              | Tower of the Gods Appears       | 0:55     |
| 69. | 神の塔 (Kami no Tō)                            | Tower of the Gods               | 2:05     |
| 70. | 操りの唄 (タクト) (Ayatsuri no Uta (Takuto))   | Command Melody (Baton)          | 0:07     |
| 71. | ゴードン出現 (Gōdon Shutsugen)                 | Gohdan Appears                  | 0:39     |
| 72. | ゴードン (Gōdon)                               | Gohdan                          | 2:14     |
| 73. | ハイラルへ (Hairaru he)                        | To Hyrule                       | 1:05     |

| \| # \| Título en japonés (romanización)[48] \| Título en inglés \| Duración \| \| --- \| ---------------------------------------------------------- \| ----------------------------------------- \| -------- \| \| 1. \| 封印されたハイラル城 (Fūin Sareta Hairaru-Jō) \| Sealed Hyrule Castle \| 1:25 \| \| 2. \| マスターソードゲット (Masutā Sōdo Getto) \| Get Master Sword \| 0:11 \| \| 3. \| ハイラル城 (Hairaru-Jō) \| Hyrule Castle \| 2:07 \| \| 4. \| ファントムガノン (Fantomu Ganon) \| Phantom Ganon \| 2:27 \| \| 5. \| アリル救出1 (Ariru Kyūshutsu Wan) \| Aryll's Rescue 1 \| 0:21 \| \| 6. \| アリル救出2 (Ariru Kyūshutsu Tsū) \| Aryll's Rescue 2 \| 0:08 \| \| 7. \| アリル救出3 (Ariru Kyūshutsu Surī) \| Aryll's Rescue 3 \| 0:30 \| \| 8. \| アリル救出4 (Ariru Kyūshutsu Fō) \| Aryll's Rescue 4 \| 0:45 \| \| 9. \| アリル救出5 (Ariru Kyūshutsu Faibu) \| Aryll's Rescue 5 \| 0:16 \| \| 10. \| 魔獣島の塔 (Majū-Tō no Tō) \| The Tower Of Forsaken Fortress \| 1:12 \| \| 11. \| ジークロック出現 (Jīkurokku Shutsugen) \| Helmaroc King Appears \| 0:22 \| \| 12. \| ジークロック (Jīkurokku) \| Helmaroc King \| 2:30 \| \| 13. \| 魔獣島のガノンドロフ (Majū-Tō no Ganondorofu) \| Ganondorf On Forsaken Fortress \| 3:55 \| \| 14. \| 不思議な石の正体 (Fushigi na Ishi no Shōtai) \| The Miracle Stone Shows One's True Nature \| 0:34 \| \| 15. \| ハイラル王登場 (Hairaru-Ō Tōjō) \| Hyrule King Appears \| 1:37 \| \| 16. \| ゼルダ覚醒 (Zeruda Kakusei) \| Zelda's Awakening \| 0:33 \| \| 17. \| ゼルダ姫のテーマ (Zeruda-Hime no Tēma) \| Princess Zelda's Theme \| 0:59 \| \| 18. \| 疾風の唄 (タクト) (Shippū no Uta (Takuto)) \| Ballad of Gales (Baton) \| 0:07 \| \| 19. \| 疾風の唄 (タクト) (Shippū no Uta) \| Ballad of Gales \| 0:12 \| \| 20. \| 妖精の泉 (Yōsei no Izumi) \| Fairy Spring \| 1:08 \| \| 21. \| 妖精の女王 (Yōsei no Joō) \| The Fairy Queen \| 0:44 \| \| 22. \| ダンジョン (Danjon) \| Dungeon \| 1:31 \| \| 23. \| 地神の唄 (タクト) (Jishin no Uta (Takuto)) \| Earth God's Lyric (Baton) \| 0:08 \| \| 24. \| 賢者ラルト (Kenja Raruto) \| Sage Laruto \| 1:14 \| \| 25. \| メドリ覚醒 (Medori Kakusei) \| Medli's Awakening \| 1:43 \| \| 26. \| 地神の唄 (Jishin no Uta) \| Earth God's Lyric \| 0:22 \| \| 27. \| 大地の神殿 (Daichi no Shinden) \| Earth Temple \| 2:08 \| \| 28. \| ジャイ・ハーラ出現 (Jai Hāra Shutsugen) \| Jalhalla Appears \| 0:22 \| \| 29. \| ジャイ・ハーラ (Jai Hāra) \| Jalhalla \| 1:13 \| \| 30. \| メドリ祈祷 (Medori Kitō) \| Medli's Prayer \| 0:44 \| \| 31. \| 風神の唄 (タクト) (Fūjin no Uta (Takuto)) \| Wind God's Aria (Baton) \| 0:09 \| \| 32. \| 賢者フォド (Kenja Fodo) \| Sage Fado \| 1:20 \| \| 33. \| マコレ覚醒 (Makore Kakusei) \| Makar's Awakening \| 0:30 \| \| 34. \| 風神の唄 (Fūjin no Uta) \| Wind God's Aria \| 0:15 \| \| 35. \| 風の神殿 (Kaze no Shinden) \| Wind Temple \| 1:48 \| \| 36. \| モルド・ゲイラ出現 (Morudo Geira Shutsugen) \| Molgera Appears \| 0:51 \| \| 37. \| モルド・ゲイラ (Morudo Geira) \| Molgera \| 2:36 \| \| 38. \| マコレ祈祷 (Makore Kitō) \| Makar's Prayer \| 0:31 \| \| 39. \| 風の勇者 (Kaze no Yūsha) \| Hero of the Wind \| 1:26 \| \| 40. \| ガノン城 (Ganon-Jō) \| Ganon's Castle \| 1:29 \| \| 41. \| ゴーマ前半 (2度目) (Gōma Zenhan (Nidome)) \| Gohma First Half (2nd Time) \| 1:27 \| \| 42. \| ゴーマ後半 (2度目) (Gōma Kōhan (Nidome)) \| Gohma Second Half (2nd Time) \| 1:12 \| \| 43. \| カーレ・デモス (2度目) (Kāre Demosu (Nidome)) \| Kalle Demos (2nd Time) \| 1:28 \| \| 44. \| ジャイ・ハーラ (2度目) (Jai Hāra (Nidome)) \| Jalhalla (2nd Time) \| 1:19 \| \| 45. \| モルド・ゲイラ (2度目) (Morudo Geira (Nidome)) \| Molgera (2nd Time) \| 2:36 \| \| 46. \| 迷いの部屋 (Mayoi no Heya) \| Illusionary Room \| 1:30 \| \| 47. \| クグツガノン戦前 (Kugutsu Ganon Senzen) \| Puppet Ganon First Half \| 0:56 \| \| 48. \| クグツガノン (クグツモード) (Kugutsu Ganon (Kugutsu Mōdo)) \| Puppet Ganon (Puppet Mode) \| 1:51 \| \| 49. \| クグツガノン変身 (Kugutsu Ganon Henshin) \| Puppet Ganon (Transformation) \| 0:22 \| \| 50. \| クグツガノン (クモモード) (Kugutsu Ganon (Kumo Mōdo)) \| Puppet Ganon (Spider Mode) \| 1:21 \| \| 51. \| クグツガノン (虫モード) (Kugutsu Ganon (Mushi Mōdo)) \| Puppet Ganon (Snake Mode) \| 1:36 \| \| 52. \| クグツガノン戦後 (Kugutsu Ganon Sengo) \| Puppet Ganon Second Half \| 0:44 \| \| 53. \| ガノンドロフ戦前 (Ganondorofu Senzen) \| Ganondorf Battle First Half \| 1:27 \| \| 54. \| ガノンドロフ戦 (Ganondorofu Ikusa) \| Ganondorf Battle \| 2:23 \| \| 55. \| ハイラル王との別れ (Hairaru-Ō to no Wakare) \| Farewell Hyrule King \| 2:17 \| \| 56. \| エンディング (Endingu) \| Ending \| 1:05 \| \| 57. \| スタッフクレジット (Sutaffu Kurejitto) \| Staff Credits \| 5:26 \| \| 58. \| エピローグ (Epirōgu) \| Epilogue \| 0:56 \| \| 59. \| アリルのテーマ (Ariru no Tēma) \| Aryll's Theme \| 1:37 \| \| 60. \| ゲームデモ (Gēmu Demo) \| Game Demo \| 2:31 \| |                                                            |                                           |          |
| # | Título en japonés (romanización)                           | Título en inglés                          | Duración |
| 1. | 封印されたハイラル城 (Fūin Sareta Hairaru-Jō)              | Sealed Hyrule Castle                      | 1:25     |
| 2. | マスターソードゲット (Masutā Sōdo Getto)                   | Get Master Sword                          | 0:11     |
| 3. | ハイラル城 (Hairaru-Jō)                                    | Hyrule Castle                             | 2:07     |
| 4. | ファントムガノン (Fantomu Ganon)                           | Phantom Ganon                             | 2:27     |
| 5. | アリル救出1 (Ariru Kyūshutsu Wan)                          | Aryll's Rescue 1                          | 0:21     |
| 6. | アリル救出2 (Ariru Kyūshutsu Tsū)                          | Aryll's Rescue 2                          | 0:08     |
| 7. | アリル救出3 (Ariru Kyūshutsu Surī)                         | Aryll's Rescue 3                          | 0:30     |
| 8. | アリル救出4 (Ariru Kyūshutsu Fō)                           | Aryll's Rescue 4                          | 0:45     |
| 9. | アリル救出5 (Ariru Kyūshutsu Faibu)                        | Aryll's Rescue 5                          | 0:16     |
| 10. | 魔獣島の塔 (Majū-Tō no Tō)                                 | The Tower Of Forsaken Fortress            | 1:12     |
| 11. | ジークロック出現 (Jīkurokku Shutsugen)                     | Helmaroc King Appears                     | 0:22     |
| 12. | ジークロック (Jīkurokku)                                   | Helmaroc King                             | 2:30     |
| 13. | 魔獣島のガノンドロフ (Majū-Tō no Ganondorofu)              | Ganondorf On Forsaken Fortress            | 3:55     |
| 14. | 不思議な石の正体 (Fushigi na Ishi no Shōtai)               | The Miracle Stone Shows One's True Nature | 0:34     |
| 15. | ハイラル王登場 (Hairaru-Ō Tōjō)                            | Hyrule King Appears                       | 1:37     |
| 16. | ゼルダ覚醒 (Zeruda Kakusei)                                | Zelda's Awakening                         | 0:33     |
| 17. | ゼルダ姫のテーマ (Zeruda-Hime no Tēma)                     | Princess Zelda's Theme                    | 0:59     |
| 18. | 疾風の唄 (タクト) (Shippū no Uta (Takuto))                 | Ballad of Gales (Baton)                   | 0:07     |
| 19. | 疾風の唄 (タクト) (Shippū no Uta)                          | Ballad of Gales                           | 0:12     |
| 20. | 妖精の泉 (Yōsei no Izumi)                                  | Fairy Spring                              | 1:08     |
| 21. | 妖精の女王 (Yōsei no Joō)                                  | The Fairy Queen                           | 0:44     |
| 22. | ダンジョン (Danjon)                                        | Dungeon                                   | 1:31     |
| 23. | 地神の唄 (タクト) (Jishin no Uta (Takuto))                 | Earth God's Lyric (Baton)                 | 0:08     |
| 24. | 賢者ラルト (Kenja Raruto)                                  | Sage Laruto                               | 1:14     |
| 25. | メドリ覚醒 (Medori Kakusei)                                | Medli's Awakening                         | 1:43     |
| 26. | 地神の唄 (Jishin no Uta)                                   | Earth God's Lyric                         | 0:22     |
| 27. | 大地の神殿 (Daichi no Shinden)                             | Earth Temple                              | 2:08     |
| 28. | ジャイ・ハーラ出現 (Jai Hāra Shutsugen)                    | Jalhalla Appears                          | 0:22     |
| 29. | ジャイ・ハーラ (Jai Hāra)                                  | Jalhalla                                  | 1:13     |
| 30. | メドリ祈祷 (Medori Kitō)                                   | Medli's Prayer                            | 0:44     |
| 31. | 風神の唄 (タクト) (Fūjin no Uta (Takuto))                  | Wind God's Aria (Baton)                   | 0:09     |
| 32. | 賢者フォド (Kenja Fodo)                                    | Sage Fado                                 | 1:20     |
| 33. | マコレ覚醒 (Makore Kakusei)                                | Makar's Awakening                         | 0:30     |
| 34. | 風神の唄 (Fūjin no Uta)                                    | Wind God's Aria                           | 0:15     |
| 35. | 風の神殿 (Kaze no Shinden)                                 | Wind Temple                               | 1:48     |
| 36. | モルド・ゲイラ出現 (Morudo Geira Shutsugen)                | Molgera Appears                           | 0:51     |
| 37. | モルド・ゲイラ (Morudo Geira)                              | Molgera                                   | 2:36     |
| 38. | マコレ祈祷 (Makore Kitō)                                   | Makar's Prayer                            | 0:31     |
| 39. | 風の勇者 (Kaze no Yūsha)                                   | Hero of the Wind                          | 1:26     |
| 40. | ガノン城 (Ganon-Jō)                                        | Ganon's Castle                            | 1:29     |
| 41. | ゴーマ前半 (2度目) (Gōma Zenhan (Nidome))                  | Gohma First Half (2nd Time)               | 1:27     |
| 42. | ゴーマ後半 (2度目) (Gōma Kōhan (Nidome))                   | Gohma Second Half (2nd Time)              | 1:12     |
| 43. | カーレ・デモス (2度目) (Kāre Demosu (Nidome))              | Kalle Demos (2nd Time)                    | 1:28     |
| 44. | ジャイ・ハーラ (2度目) (Jai Hāra (Nidome))                 | Jalhalla (2nd Time)                       | 1:19     |
| 45. | モルド・ゲイラ (2度目) (Morudo Geira (Nidome))             | Molgera (2nd Time)                        | 2:36     |
| 46. | 迷いの部屋 (Mayoi no Heya)                                 | Illusionary Room                          | 1:30     |
| 47. | クグツガノン戦前 (Kugutsu Ganon Senzen)                    | Puppet Ganon First Half                   | 0:56     |
| 48. | クグツガノン (クグツモード) (Kugutsu Ganon (Kugutsu Mōdo)) | Puppet Ganon (Puppet Mode)                | 1:51     |
| 49. | クグツガノン変身 (Kugutsu Ganon Henshin)                   | Puppet Ganon (Transformation)             | 0:22     |
| 50. | クグツガノン (クモモード) (Kugutsu Ganon (Kumo Mōdo))      | Puppet Ganon (Spider Mode)                | 1:21     |
| 51. | クグツガノン (虫モード) (Kugutsu Ganon (Mushi Mōdo))       | Puppet Ganon (Snake Mode)                 | 1:36     |
| 52. | クグツガノン戦後 (Kugutsu Ganon Sengo)                     | Puppet Ganon Second Half                  | 0:44     |
| 53. | ガノンドロフ戦前 (Ganondorofu Senzen)                      | Ganondorf Battle First Half               | 1:27     |
| 54. | ガノンドロフ戦 (Ganondorofu Ikusa)                         | Ganondorf Battle                          | 2:23     |
| 55. | ハイラル王との別れ (Hairaru-Ō to no Wakare)                | Farewell Hyrule King                      | 2:17     |
| 56. | エンディング (Endingu)                                     | Ending                                    | 1:05     |
| 57. | スタッフクレジット (Sutaffu Kurejitto)                     | Staff Credits                             | 5:26     |
| 58. | エピローグ (Epirōgu)                                       | Epilogue                                  | 0:56     |
| 59. | アリルのテーマ (Ariru no Tēma)                             | Aryll's Theme                             | 1:37     |
| 60. | ゲームデモ (Gēmu Demo)                                     | Game Demo                                 | 2:31     |

### Mercadeo y legado
El 22 de noviembre de 2002, mediante una actualización en el sitio web japonés de Kaze no Takuto (en inglés: The Wind Waker), se reveló por Internet que un disco bonus de edición especial estaba siendo ofrecido a manera de preventa para los clientes. Este disco para GameCube, disponible solamente en la preventa, contenía una versión emulada de Ocarina of Time y Ura Zelda, esta última una expansión para Ocarina of Time que incorpora modificaciones en algunos calabozos del título original así como otros cambios menores que, en su momento, no pudieron ser añadidos a la versión final debido al fracaso comercial del sistema Nintendo 64DD, que nunca fue lanzado fuera de Japón. El 4 de diciembre, esta misma promoción se ofreció a los clientes del continente americano, solo que para su comercialización en esta región la versión Ura Zelda se convirtió en Ocarina of Time: Master Quest. En algunos establecimientos, los vendedores cometieron el error de obsequiar los discos bonus y luego permitirle a sus clientes cancelar sus pre-órdenes sin regresarles a estos el disco. Con el fin de evitar esta situación, en Europa se incluyeron dichos discos en un estuche de dos discos, acompañados de The Wind Waker. De acuerdo a informes elaborados por Nintendo, para mediados de marzo de 2002 se habían pre-vendido hasta 500 000 copias de The Wind Waker, con lo cual superó en cifras de preventa al juego Grand Theft Auto: Vice City, que había ostentado dicho récord previamente; en palabras de George Harrison, vicepresidente de marketing y comunicaciones de Nintendo of America: «Dada la historia de la serie Zelda, esperábamos un enorme interés, así que esto solidifica no sólo el fenómeno creciente sino también la atracción de los jugadores por los personajes y la historia [...] The Legend of Zelda: The Wind Waker es una aplicación asesina que moverá hardware [sic]». Un par de semanas después, las preventas superaron las 600 000 copias del mismo.
Días antes del estreno de The Wind Waker, circularon varios afiches que promocionaban la nueva entrega de The Legend of Zelda, así como anuncios en Internet, concursos llevados a cabo en el continente europeo y locales japoneses con publicidad relativa al juego, que inclusive contaban con una máquina recreativa en donde se podía jugar una demo interactiva de The Wind Waker y que fueron todo un éxito en dicho país. Cabe señalarse que para su estreno en Europa, el 3 de mayo de 2003, Nintendo destinó un presupuesto de 5 millones EUR solamente para la campaña promocional del juego, la cual incluyó anuncios televisivos —con una duración de 30 segundos, transmitidos por canales como Nickelodeon, Cartoon Network, Fox Kids, GMTV & ITV— e impresos —en revistas especializadas en videojuegos por un total de dos meses—, publicidad por Internet —que llevó a la creación de un micrositio— y sets de edición limitada a la venta con dos discos junto con una consola GameCube en color plateado. En la temporada navideña de 2002, se distribuyó un tráiler tanto en algunos cines como en la televisión estadounidenses, que mostraba a una joven que hablaba acerca de la leyenda de Hyrule y decía textualmente:

En la tierra de Hyrule, el viento murmura una leyenda, una leyenda que cuenta sobre un niño que se convierte en hombre, él viajaba hasta los confines de la tierra, desafiando a las fuerzas de la naturaleza, poniendo a prueba los límites de su propia voluntad, todo para alcanzar su destino, lo cual es, sobre todas las cosas, salvarme... a mí.
Fragmento del comercial exhibido originalmente en cines y televisión estadounidenses en 2002.

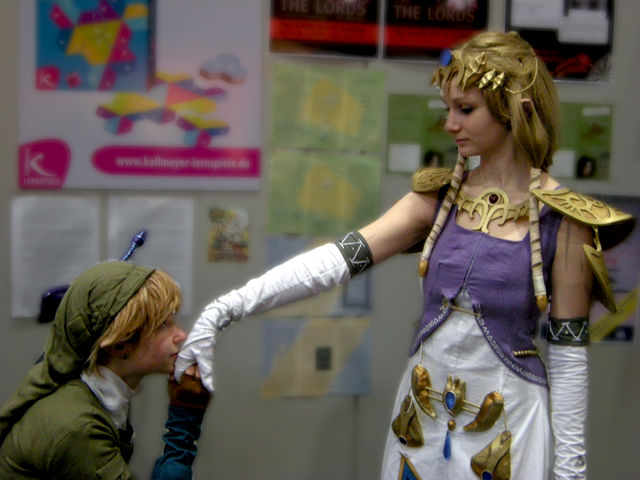
The Wind Waker fue el décimo juego lanzado a la venta de la serie The Legend of Zelda. Aunque su diseño gráfico fue ampliamente criticado en un inicio por la prensa, el motor de juego fue usado parcialmente en Twilight Princess, que cuenta con un estilo más realista a nivel visual. En la imagen, cosplay de Twilight Princess, en 2009, de Link y la Princesa Zelda.

El 17 de noviembre de 2003, Nintendo lanzó una nueva promoción para GameCube que incluía a The Legend of Zelda: Collector's Edition, un disco compilatorio que contenía las versiones emuladas de The Legend of Zelda, The Adventure of Link, Ocarina of Time y Majora's Mask, así como una demo interactiva de 20 minutos de duración de The Wind Waker y dos características adicionales de corta duración, además de una consola y un controlador de color plateado. En Europa, un set similar estuvo disponible en mayo de 2003, aunque este no contenía los juegos The Legend of Zelda, The Adventure of Link ni Majora's Mask. El disco compilatorio también se ofreció a manera de obsequio para aquellos clientes que registraban una consola GameCube y dos juegos en el sitio web de Nintendo, o que se suscribían o renovaban una suscripción a la revista Nintendo Power. En 2004, Nintendo comenzó a distribuir copias de The Wind Waker marcadas con la etiqueta publicitaria Player's Choice en Estados Unidos, y lo mismo hizo en Europa a partir de octubre de ese año. Meses después, en 2005, salió a la venta por un tiempo limitado en Estados Unidos un paquete que contenía dos discos: uno de The Wind Waker y el otro de Metroid Prime.
The Legend of Zelda: Phantom Hourglass, la continuación directa de The Wind Waker y que cuenta con un estilo gráfico muy parecido, fue lanzada para la portátil Nintendo DS en 2007. En ésta, Link navega por el Gran Mar junto a Tetra y sus piratas, pero ambos se separan tras encontrarse con un barco fantasma. El director de Phantom Hourglass, Eiji Aonuma, creó la secuela de The Wind Waker debido a su deseo de continuar con el estilo visual de este último. Asimismo, una versión modificada del motor de juego usado en The Wind Waker se utilizó en The Legend of Zelda: Twilight Princess, lanzado en 2006. Si bien este último usa un estilo visual más realista, conserva algunos elementos típicos de la técnica cel shading.
En el juego Super Smash Bros. Brawl hay un segundo personaje jugador basado en Link llamado Toon Link, el cual es idéntico al protagonista de The Wind Waker, e inclusive posee varias de las armas que utiliza la versión más adulta de Link. Otro material basado en The Wind Waker e incorporado en Super Smash Bros. Brawl incluye trofeos, pegatinas, música y un escenario animado, de forma parcial con la técnica cel shading, reminiscente de uno de los barcos pirata que aparece en el juego. Cabe señalarse que, a pesar de que el juego debutó en su país de origen meses antes de su llegada a Norteamérica, no se hicieron muchos cambios significativos entre una versión o la otra. Así, las únicas diferencias perceptibles son las ubicaciones de algunos objetos como Piezas de Corazón o cartas de navegación.

## Recepción

### Comercial
Tras su estreno, The Wind Waker tuvo un gran éxito comercial, al impulsar las ventas de la consola GameCube, y convertirse en la campaña de preventa más exitosa en toda la historia de Nintendo con sus 560 000 copias pre-ordenadas por los clientes —inclusive, se adjudicó el récord Guinness como el juego más pre-vendido de todos los tiempos en 2004, superando con ello a su predecesor Ocarina of Time, que había tenido más de 250 000 preventas en su época—. En su primera semana a la venta en Japón, se vendieron hasta 362 811 copias de The Wind Waker; finalmente, tras un período inicial de 20 semanas (aproximadamente, 5 meses) en el mercado, se comercializaron un total de 885 536 en dicha región. Al final, se sabe con certeza que se vendieron hasta 3,07 millones de unidades de The Wind Waker en todo el mundo, convirtiéndose en el cuarto título más comercializado para GameCube, siendo superado únicamente por Super Smash Bros. Melee (7,9 millones), Mario Kart: Double Dash!! (7 millones) y Super Mario Sunshine (5,5 millones).
En una entrevista realizada por GameSpot a Aonuma, director de The Wind Waker, este señaló que, debido a las bajas ventas del juego en su país de origen (Japón) —es importante subrayar que el éxito comercial del título se debió a su buena recepción en Europa y Norteamérica—, debido presumiblemente a una tendencia temporal en el mercado en la que el interés en los videojuegos iba decreciendo en el consumidor, «casi hace que fuera éste el título que concluiría la serie The Legend of Zelda». Esta fue la razón primordial por la cual los responsables de Zelda decidieron hacer un nuevo juego con un diseño más realista, el cual acabaría siendo Twilight Princess, teniendo como objetivo principal el mercado estadounidense que, a diferencia del japonés, estaba en un nivel mucho más estable en cuanto a la industria de los videojuegos se refiere.

### Crítica

#### Estados Unidos e Inglaterra
En términos generales, la décima entrega de The Legend of Zelda obtuvo buenas críticas por parte de la prensa y los medios especializados en Internet. Ésta ocupa el cuarto puesto en un listado compuesto por quince videojuegos, y elaborado por la revista Famitsu, donde están agrupados los juegos virtuales con puntuaciones perfectas por parte de la publicación, a pesar de que el título mencionado fue criticado en ciertos aspectos como la ausencia de material inédito, un precedente establecido por Ocarina of Time (que además fue el primero de The Legend of Zelda en poseer gráficos en 3D). Algunos especialistas percibieron que, en algunos detalles vinculados con la interactividad, The Wind Waker guarda varias semejanzas con Ocarina of Time, lo cual es un aspecto favorable. Además, elogiaron el estilo gráfico de cel shading, que inicialmente había sido objeto de críticas negativas. De hecho, las reacciones de los fanáticos de Zelda, producidas inclusive un año antes del debut de The Wind Waker (en el evento Space World 2001), son equiparables a las controversias que suscitaron otros juegos anteriores de la serie, específicamente las entregas The Adventure of Link y Majora's Mask, al momento de ser exhibidos por primera vez al público. En el sitio web Metacritic, sobre la base de un total de 80 evaluaciones recopiladas de diversas fuentes especialistas en la industria de los videojuegos, el juego obtuvo un porcentaje promedio de 96 sobre 100%, con lo que obtuvo la certificación de «aclamación universal» por parte de la crítica, una especie de distinción hecha a los juegos con las puntuaciones más altas. Ahí mismo, un total de 27 publicaciones y sitios web en inglés le dieron a The Wind Waker una nota perfecta de 100 sobre 100; entre estos, se encuentran GamePro, Eurogamer, Nintendo Power, Entertainment Weekly y Yahoo! Games.
GamePro catalogó al juego como «una combinación de arte vivo e interactividad perpetua»; mientras que IGN, a manera de recomendación, planteó a los jugadores que «se olviden de que Wind Waker luce totalmente distinto a Ocarina of Time, puesto que 'ambos son dos juegos muy diferentes entre sí'». La publicación Nintendo Power añadió en su reseña, hecha en abril de 2003: «The Wind Waker detalla claramente la clasificación de cinco estrellas. Los controles y los acertijos son estupendos. La historia es dramática, divertida y, en ocasiones, conmovedora, mientras que el estilo gráfico no es menos que un aspecto impresionante». A su vez, Entertainment Weekly elogió los gráficos del interactivo al calificar los personajes como «repletos de personalidad y completamente expresivos», a diferencia de otros juegos con estilo visual más realista. Adicionalmente, The Wind Waker obtuvo algunos reconocimientos en el rubro de «Excelencia en artes visuales» dado por la ceremonia Game Developers Choice Awards de 2004, así como una distinción en la categoría de «Logro sobresaliente en dirección artística», por parte de la Interactive Achievement Awards, en su séptima edición. En 2007, The Wind Waker fue nombrado por IGN como el cuarto mejor juego de todos los tiempos para la GameCube, en un artículo que el sitio web publicó acerca de la trayectoria comercial de dicha consola. En una entrevista concedida a EGM, ante una pregunta hecha por el equipo de la revista a Miyamoto sobre la similitud entre The Wind Waker y los juegos de Zelda para Nintendo 64, este respondió: «Eso es porque creemos que el sistema que desarrollamos [para Ocarina of Time y Majora's Mask] es el mejor para los juegos de Zelda. Así que no hay muchas cosas que hubiésemos sentido que eran necesarias de modificar, en términos básicos. De hecho, apenas serán perceptibles esos cambios en el modo de juego, en comparación con las modificaciones en torno a los gráficos. No obstante, hemos incorporado varias mejoras en los detalles que conciernen a los elementos del juego». Tiempo después, en 2006, en un listado elaborado por EGM sobre los «Mejores 200 videojuegos de toda la historia», The Wind Waker figuró en el sitio 157, mientras que, con tan solo dos puestos de ventaja (ubicándose en el número 155), se añadió a Majora's Mask.
La mayoría de las críticas hechas a The Wind Waker se enfocaron principalmente en el concepto de navegación; GameSpot percibió que el juego «comienza de una manera muy enérgica», sin embargo para el último tercio del mismo, «centrarse en la navegación [...] es bastante tedioso». Asimismo, el equipo de IGN consideró que la misma animación al utilizar el Wind Waker «cientos de veces» resulta «algo incómodo», mientras que la carencia de una opción para poder evitar dicha escena «era aún más molesto». GameSpot consideró que algunos jugadores «se sentirían un poco incómodos» debido a «los acertijos sencillos y las batallas con jefes fáciles»; por otra parte, IGN catalogó las batallas con los jefes de cada templo como «un tanto simples», además de percibir que los enemigos «le causan un pequeño daño a Link». Al contrario, GamePro comentó que las mazmorras tendían a ser «más grandes y desafiantes con nuevos giros», y consideró al mismo tiempo que la caza de tesoros podría «resultar una labor exigente hasta para el más experto jugador de Zelda».
A pesar de estos comentarios negativos, algunos críticos le otorgaron a The Wind Waker calificaciones altas en sus reseñas. Por ejemplo, Nintendo Power lo enlistó como el cuarto mejor videojuego de la historia en cualquier consola de Nintendo, mientras que la Official Nintendo Magazine lo ubicó en una categoría similar, solo que en el puesto 12. Cabe señalarse que el final del juego fue catalogado por Nintendo Power como uno de los mejores en toda la historia de la empresa, debido al clímax de la batalla final entre Ganondorf y Link. Esta misma publicación, situó a The Wind Waker como el sexto mejor juego de The Legend of Zelda, en su edición de diciembre de 2009, y si bien criticó su concepto de navegación, líneas después pasó a elogiar los gráficos y el sistema de juego. En cuanto a personajes se refiere, hubo reacciones negativas en torno a la aparición de Tingle en el juego; de hecho, IGN lanzó una especie de campaña para conocer la opinión de los seguidores de la serie sobre este personaje secundario, y consecuentemente evitar futuras incorporaciones del mismo en los siguientes juegos, calificándolo de «detestable».

#### España e Hispanoamérica
Al igual que sus contrapartes inglesas, el título de Zelda obtuvo buena recepción por parte de los medios en español, especializados en el tema. En su reseña, Meristation elogió a Wind Waker por su argumento pues mencionó que «junto con una historia interesante y sumado a todo lo dicho en cuanto a jugabilidad, todavía no están enunciadas todas las cualidades que puede llegar a albergar este título». Respecto a los gráficos, el sitio mencionó que si bien estos no eran del agrado de la mayoría de los jugadores, estos demostraban la imaginación que los desarrolladores deseaban incorparar en sus juegos, haciendo de ellos, algo único. Con respecto a la banda sonora, se comentó que es fluida y abarca todos los momentos importantes de la trama, e incluso la remarcó como «incuestionable». En cuanto al sistema de juego, se dijo que el sistema de combate fue mejorado respecto a sus predecesores, llegando a calificarlo de «divertido». Como conclusión, la reseña menciona que el juego «tiene la magia, tiene la jugabilidad, la duración, el estilo y la tecnología, muy pocos juegos hay tan completos como este, capaces de sobresalir en todos sus apartados y satisfacer a tantos tipos distintos de jugadores» puntuándolo con una puntuación de 9.5 sobre 10.

## Guías oficiales
Existe una serie de guías oficiales para que el jugador pueda orientarse a lo largo del videojuego, y así logre resolver los distintos calabozos y acertijos que aparecen conforme avanza la trama de una manera más sencilla.
En Estados Unidos, el 18 de marzo de 2003, la empresa Brady Games lanzó a la venta la primera edición de su guía titulada The Legend of Zelda: The Wind Waker Official Strategy Guide for GameCube. Con un total de 272 páginas, incluye mapas detallados de cada escenario, además de secretos y elementos adicionales relacionados con la aventura de Link en el Gran Mar. Al año siguiente, en marzo de 2004, Nintendo of America publicó su guía oficial para el juego, con un total de 128 páginas, mientras que Prima Games publicó su propia versión oficial en abril de 2003, con un total de 192 páginas. En mayo de 2003, Piggyback lanzó una nueva guía para Australia y Europa, con un total de 198 páginas, que incluyó además mapas tanto en 2D como en 3D.